# 富士急ハイランド
富士急ハイランド（ふじきゅうハイランド、英: Fujikyu Highland, Fuji-Q Highland）は、山梨県富士吉田市と同県南都留郡富士河口湖町にまたがる、株式会社富士急ハイランドが経営するテーマパークである。
登記上の所在地は山梨県富士吉田市となっている。富士急行を中心とした富士急グループの旗艦事業でもある。

## 概説

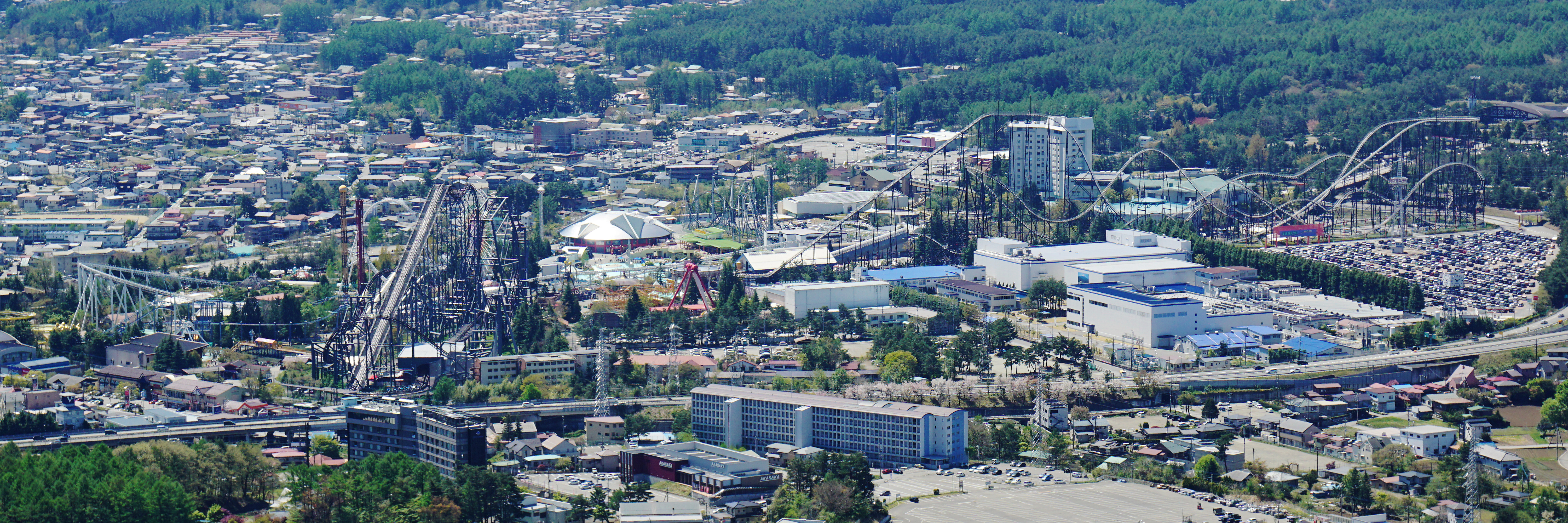
富士急ハイランドの全景（河口湖・天上山から撮影）

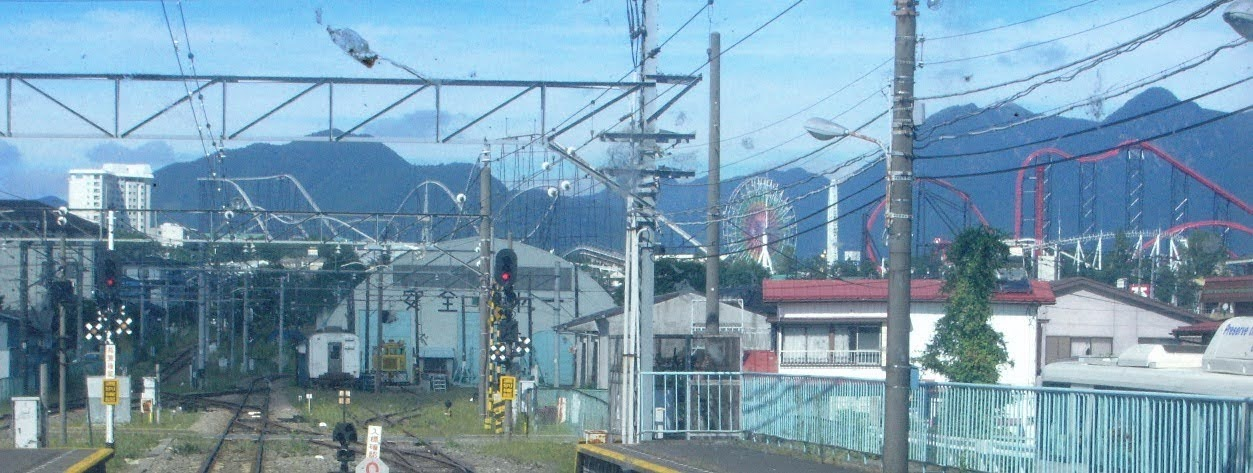
富士山駅から撮影した富士急ハイランドのコースター群

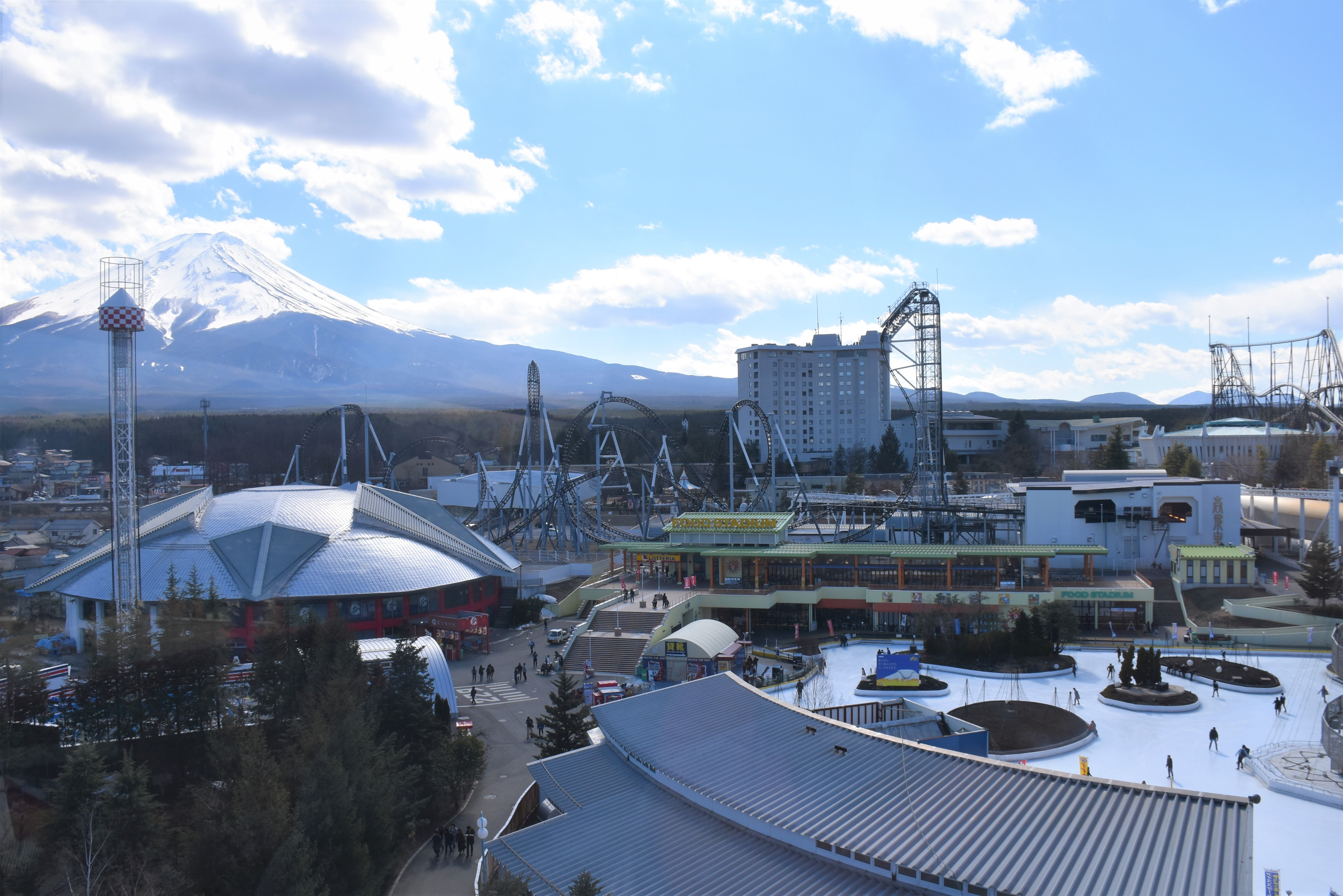
観覧車からの景色

1961年12月に開園した富士五湖国際スケートセンターを前身として同年に設置された富士急行線ハイランド駅（現・富士急ハイランド駅）に合わせ、1964年に「富士ラマパーク」として遊園地を開業し、1969年に「富士急ハイランド」へ改称。主な附帯施設にボウリング場「Q-BOWL」（2012年リニューアル開業・2018年営業休止）、宿泊施設「ハイランドリゾートホテル&スパ」（1986年開業、旧称ホテル・ハイランドリゾート）、富士山を題材にした美術品を専門に集めた美術館「フジヤマミュージアム」（2003年開館）、温浴施設「ふじやま温泉」（2006年開業）などがある。
キング・オブ・コースターFUJIYAMA・ええじゃないか・高飛車、ZOKKONの4大コースターを筆頭に、多くの絶叫マシンがある事で有名だが、2000年頃からは「トーマスランド」や「ハムハムどきどき!おうこく」などのファミリー層をターゲットとしたテーマエリアも登場している。また、冬期は首都圏では最も開業が早いというアイススケートリンクも営業する。
全国の遊園地で絶叫マシンは縮小傾向にあるが、富士急行先代社長の堀内光雄が絶叫マシンのファンであったため、現在でも多くの絶叫マシンがある（対して光雄の息子であり現社長の堀内光一郎は高所恐怖症であり、仕事以外では絶叫マシンに乗る事は無いとか）。なお、「ええじゃないか」は、アメリカのシックス・フラッグス・マジック・マウンテンにある4次元コースター「エックス」に光一郎自身が乗った上で導入を決定した。
1996年開業の「FUJIYAMA」から2011年開業の「高飛車」まで、ギネス記録を更新する為5年置きに新規大型コースターが導入されていた。また、この「高飛車」で通算9アトラクション14項目のギネス記録を達成。また、「鉄骨番長」や「ナガシマスカ」などといった日本一及び日本初となるアトラクションも多く設置されている。その為に老朽化などにより古いアトラクションを取り壊し、その跡地に新たに設置する事（いわゆるスクラップアンドビルド）が多い。
また、絶叫マシン以外にも、多数のアニメやゲームなどのキャラクターにちなんだアトラクションが存在する点が注目に値する。2019年時点ではエヴァンゲリオン、ゲゲゲの鬼太郎、きかんしゃトーマス、リサとガスパールのアトラクション及びエリアがあり、2019年7月にはNARUTO・BORUTOをテーマとしたエリア及びアトラクションが開業するなど、全国でも有数のキャラクター関連のアトラクション展開に成功している遊園地である。2009年1月まではリカちゃん、2012年4月までは戦国BASARA、2012年9月まではルーニー・テューンズ（バッグス・バニーなど）、2013年12月までは機動戦士ガンダム、2017年まではかいけつゾロリ、とっとこハム太郎を基にしたアトラクション及びエリアも営業されていた。また、後述のように期間限定で進撃の巨人やドラえもん、ポケットモンスターのコーナーも登場していた。近年ではアニメやゲーム作品との期間限定のコラボレーション企画も頻繁に実施されている。
山梨県外や国中地域ではこの「富士急ハイランド」が「ふじきゅう」と呼称されることが多く、広告での赤い富士に「Q」のロゴマークもそれを意識したものである（2004年 - 2024年の間は富士急グループロゴを兼ねていた）。しかし山梨県の富士北麓地域や静岡県東部など、富士急行線沿線や富士急グループの路線バスが運行されているエリアでは、「ふじきゅう」という呼称は一般に富士急行株式会社および鉄道路線（富士急行線）・バス路線を指すことが多く、遊園地「富士急ハイランド」は「ハイランド」と呼称されている場合が多い。
映画『香港発活劇エクスプレス 大福星』のロケ地となり、ジャッキー・チェンが富士急ハイランドの観覧車を使ったスタントシーンが撮影された。後述するTBSドラマ版『タイヨウのうた』のロケ地としても登場したほか、しばしばテレビでも紹介されることがある。
バラエティ番組の『クロノス』『ジャンプ!○○中』『run for money 逃走中』などのエリアにもよく使われる。これまでに富士急ハイランドの敷地内で行われたゲームは3つ（単発番組時代を含む）。首都圏から比較的近いという立地条件も幸いし、多数のバラエティ番組の収録が実施され、数多くの芸能人が訪れており、殆どの場合タレント・お笑い芸人が罰ゲームの一環として様々な絶叫系アトラクションに搭乗させられている。2010年代後半頃からはYouTuberによる撮影も増えている。
園内には、変な文面の看板（例：「世界初人力コースター GEISHA 2051年開業!」「世界初 はねるコースターTONOSAMA 2027年開業」「2004年4月1日 この場所でツチノコが発見されました。目撃された方は富士急ハイランドUMA課まで TEL999-999-999」など）や、趣向を凝らしたシュールかつ奇妙なイラストが書かれたゴミ箱がある。前者では、看板下に「（富士急行マークの富士山が逆さで、Qがそのままのロゴ）富士急ローランド」と表記されている。また、ふじやま温泉などの施設に関する看板も設置されている。更には、ドドンパやええじゃないかなどのアトラクション建設中の時も、工事用仮囲いに妙な看板が貼り付けられてあったことがある（例：「史上最強アトラクション7月OPEN!（ドドンパ）」「このアトラクションは車を超えてしまった…（ドドンパ）」「2006 Episode 3 公開決定! 絶叫シリーズ3部作 ついに完結!!（ええじゃないか）」など）。この他、「FUJI-Qはクマの生息地です。クマはどこにでもいます。見つけても絶対にプロレスをしない。タックルをしない。」という看板もあるが、富士山麓に立地し周辺に山林が多いことから、実際に周辺でクマの出没情報が寄せられている。
また、インターネット広告も特徴的である（例：「（規格外）ド・ドドンパ降臨」）。
2011年2月24日には、ソーシャル・ネットワーキング・サービス「Facebook」のページを開設した。オフィシャルホームページでは紹介しきれない詳細な情報などを掲載している。高飛車の建設中には、工事中の仮囲いにユーザーのプロフィール写真を応募し、掲載するという企画も行われた。現在は他にもmixiやLINEのページが開設されている。
2014年3月27日、今後の絶叫系アトラクションの新規設置を同系列のさがみ湖リゾート プレジャーフォレストに変更する方針を発表した。理由としては敷地にこれ以上設置できる場所が無い事、富士山の世界文化遺産登録による景観規制などが挙げられる。
2017年7月15日より、園内放送や各アトラクションの出発・到着時のアナウンスに、3人の声優及びナレーターが起用された。日本語アナウンスは女性が三石琴乃、男性が小出マサト、英語アナウンスはジャック・マルジが担当している。2020年7月10日からは声優の梶裕貴、テレビ静岡アナウンサーの北村花絵、ナレーターのジェリー・ソーレスに変更された。2023年7月1日には声優の花江夏樹が加わった。
2018年7月14日より、入園無料化が実施され、それに伴い各アトラクションの料金が値上げとなった。なお、フリーパスの価格は据え置きとなり、年間フリーパスは大幅値下げとなった（例・大人50,000円→17,100円）。入退園には顔認識システムが導入され、特にフリーパス購入者はアトラクション利用時にチケットを提示する必要がなくなった。また、前売りフリーパスなどを購入時に事前に顔写真を登録しておくことで、オフィシャルホテル宿泊者と同様に開園15分前に優先入園できるようになったが2021年7月上旬に終了し、それに代わり開園30分前に優先入園できるフリーパスが販売されている。また、2022年7月16日からは駐車料金90分無料を実施した（ライブ開催日など特定日を除く）。
2018年8月5日、4大コースターにてチャイルドスイッチ導入。2019年1月26日、一部アトラクションにてシングルライダー導入。
2020年2月5日、2022年7月に過去最大規模の総工費36億円を投じて新規大型コースターを開業すると発表された。後にド・ドドンパにおける骨折の事故や新型コロナウイルスによる資材搬入の遅れによる影響などから2023年7月に延期となり、総工費も45億円に増額された。2023年3月14日にはバイク型コースターである事が発表され、同年6月7日にはコースターの名称が「ZOKKON（ぞっこん）」であることが発表され、7月20日に開業した。

## 主な施設

### 絶叫系アトラクション

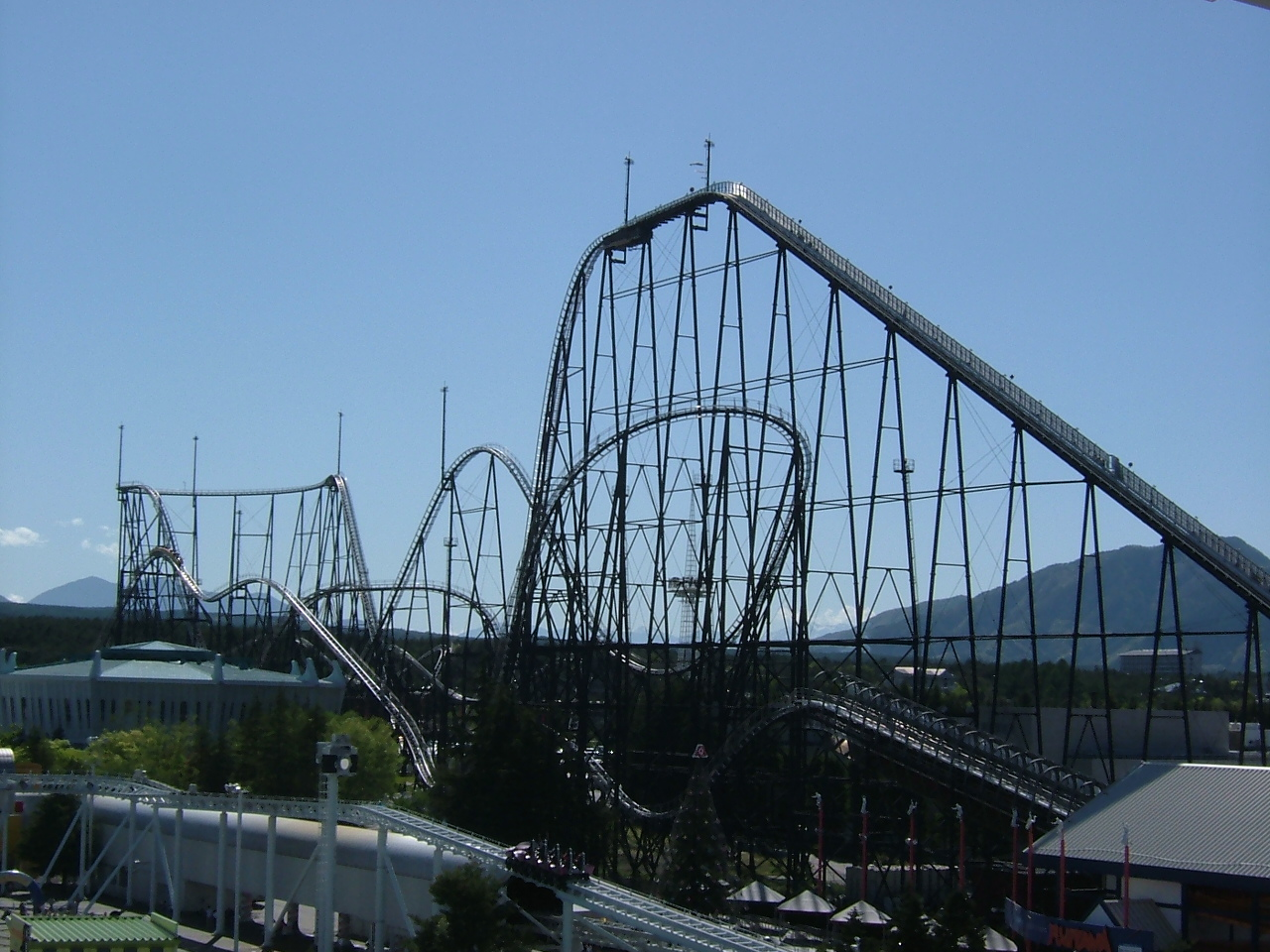
キング・オブ・コースター・FUJIYAMA

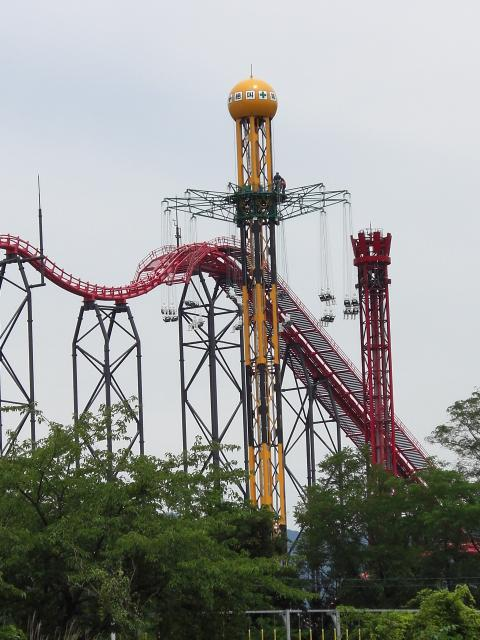
鉄骨番長

- ZOKKON
リニアモーターによる4度の加速や逆走、屋内での演出などがあるバイクライド型コースター。
- 高飛車
リニアモーターによる直線加速と、垂直巻き上げによる地上43mからの落下がある大型コースター。最大落下角度は121度で当時世界一、ギネス認定。
- ええじゃないか（スポンサーは日立マクセル ※現在は撤退） 
座席が回転する機構を持った大型コースター。総回転数は14回で世界一、ギネス認定。
- キング・オブ・コースター・FUJIYAMA（スポンサーはコニカミノルタ ※現在は撤退）
かつて高さなどの4項目でギネスに認定された、園内人気ナンバーワンの大型コースター。
- トンデミーナ（スポンサーはフォーシーズ※ロゴはピザーラを使用）
直径8.5mの円盤が回転しながら地上43mまで到達する振り子型絶叫マシン。
ZOKKON建設の為、2021年5月31日に一旦営業を終了。その後園内のラグーン横のレストラン跡地に移設され、2022年4月29日に再稼働した。
- テンテコマイ
32mの高さまで上昇し旋回しながら、ライドに付いている翼を動かすと座席が揺れ、最終的に360度横回転させる事ができるアトラクション。「ゲゲゲの妖怪屋敷 妖怪小噺」の跡地に開業した。
- ナガシマスカ〜水ましですか〜（スポンサーはLIXIL ※現在は撤退。開業当初はトステム）
日本で初めて巻き上げ機構を導入したラフティング型ウォーターアトラクション。2019年7月20日に新たなギミックを追加してリニューアルした。
- 鉄骨番長
高さ59m、最高到達地点47mの大型回転ブランコ。鉄骨タワーの周りをワイヤーに吊るされた2人乗りのブランコが上下しながら旋回する。
- クール・ジャッパーン
大型のボートで地上30mから滑り下り、着水の瞬間に高さ18mの水飛沫が上がる大型ウォーターアトラクション。付近（橋など）にいる見学者もずぶ濡れになる。
元々は「グレート・ザブーン」という名称だったが、2014年8月1日より変更された。
- レッドタワー
高さ60mの真っ赤な鉄塔を座席がゆっくり上昇し、地上52mで暫く静止した後、前触れもなく突然強制落下をする垂直落下型アトラクション。
落下する瞬間の-1Gから、停止し上昇する瞬間の4Gまでの重力変化が体感できる。
よみうりランドのクレージーストンなどと同機種であるが、こちらの方が頂上での静止時間が長い。
- パニックロック
時計をモチーフにした垂直回転型アトラクション。
足がぶら下がって踏ん張る事が出来ない状態で、前方・後方回転を繰り返したり、逆さまで静止したりする。
旧後楽園ゆうえんちにあった「ツインハリケーン」とは同機種だったが、現在は国内で唯一のアトラクションとなっている。
名称は「パニック」と「クロック」を掛け合わせたものだが、公式サイトやガイドマップなどでは「パニック・ロック」と表記されている。
2022年3月より、身長制限が130cm以上から140cm以上に引き上げられた。

### ファミリー系アトラクション
- 富士飛行社
日本初登場となる、富士山上空を飛んでいる感覚を味わえるフライトシミュレーター型ライド。久石譲がBGMを担当した[10]。期間限定で映像の異なるコラボアトラクション営業を実施することがある（2024年9月～『進撃の巨人 THE RIDE -レベリオの決戦-』を運営中）。
- シャイニング・フラワー
高さ約50mの大観覧車。ゴンドラ全32台のうち4台がハート型の透明ゴンドラ「スケルちゃん スクムちゃん」となっている。2021年7月21日より牢屋型のゴンドラ「お仕おき檻覧車 監ごくん 牢ごくん」が2台登場した。
- リサとガスパールのそらたびにっき（2017年7月29日開業）
2人乗りの吊り下がり式コースター。元々「ハムハムどきどき!おうこく」内にあった「フワフワお空の大冒険」をリニューアルしたもの。
- ティーカップ
1993年に登場。年齢や身長制限がなく、誰でも楽しめる。
- ウェーブスウィンガー
回転ブランコ。1991年導入、外径17.8m、ドイツ・ジーラー製[11]。
- スカイサイクル

### ミッションクリア型アトラクション
- 絶望要塞 -IMPOSSIBLE GAMES-（2023年7月29日開業）

### ホラー系アトラクション
- 戦慄迷宮 〜闇に蠢く病棟〜
病院をモチーフにした、世界最大級のお化け屋敷。全長900m。フリーパス利用不可だが所有で割引あり。
- ゲゲゲの妖怪横丁 妖怪小噺
ゲゲゲの鬼太郎をモチーフにした3Dサウンド型のお化け屋敷。
元々は現在「テンテコマイ」がある場所に「ゲゲゲの妖怪屋敷 妖怪小噺」として開業していたが、2016年2月29日に一時運営を休止し、同年4月28日にええじゃないか横に移設された。

### NARUTO×BORUTO　富士 木ノ葉隠れの里
2019年7月26日開業。NARUTO・BORUTOをテーマとしたエリア。アトラクションやミュージアム、飲食店などがある。
- 科学忍具道場

屋内型3Dシューティングライド。最新の科学忍具をコンセプトとしたゴンドラに乗り備え付けの忍術ガンを用い、うちはサスケ・はたけカカシ等のキャラクターが繰り出す的を狙う。
- 幻影劇場（2021年4月29日開業）

原作の“終末の谷”でのナルトとサスケのバトルシーンを体感出来るVRシアター。
- 忍道館

「NARUTO-ナルト- 疾風伝」の世界観を楽しめるミュージアム。特別映像が観られる180度シアターも設置。

### トーマスランド
世界初の「きかんしゃトーマス」のミニテーマパークで、日本唯一の屋外テーマパーク。小さな子供から妊娠中の人、3世代揃って安心して利用できる。授乳室や子供向けトイレもある。1998年にエリアの一部が開業、翌年にエリア拡大し、全面開業した。幼児向けの電動遊具を10基ほど設営する他、カフェやトーマス・グッズの売店などがある。開業当初から存在するアトラクションや施設の美術設計は当時テレビシリーズにて美術監督を務めたボブ・ゴールド・ガリアーズが手掛けた。
- トーマスとパーシーのわくわくライド

メインの屋外ライド型遊具であり、開園時から一番人気。450mmゲージで敷設され、蒸気機関車を模した操作係乗務の電動機関車と8名乗りボギー客車3両で1編成を組み、ソドー島の景色を模した屋外パノラマの中を周回する。開園時からのトーマス編成とパーシー編成に加え、2001年5月にレディー編成が入線し多客時には最大3編成が同時運行された。2010年7月23日よりジェームス編成を導入する為、レディー編成のみ同年5月中旬をもって営業を終了した。なおレディー編成は客車をジェームスに譲渡したのち、電装系を省いてディーゼル10と共に展示されていたが、2015年9月にレイアウトなどがリニューアルされた際に撤去された。
- ニアとアニマルコースター（2023年7月15日開業）

3歳から乗車できるミニコースター。1998年7月の開園時に「ロックンロールダンカン」としてオープン。2023年6月7日に終了し、コースをそのままに、キャラクターをダンカンからニアに変更し、コース周辺に様々な動物のオブジェが設置された。
- トーマスとダンシングパーティー

キャラクター達の回転遊具にのって機関庫の周りを回るコーヒーカップ型アトラクション。
開園当初から存在していた「みんなでツイスト」を、2022年の新デザインや新キャラクターを採用し2024年7月13日にリニューアルされた。
- いたずらクランキー

1999年7月のエリア拡大時に登場。クランキーが動かす貨車にのって園内を見渡すことができるアトラクション。
- トーマスのバブリースプラッシュ

トーマス達をモチーフにした小型のボートに乗り、川下りをするボートライド。中盤にベルトコンベアで巻き上げられ、小さく落下するポイントがある。
1999年7月のエリア拡大時に登場した「うきうきクルーズ」を、2022年の新デザインや新キャラクターを採用し2024年7月13日にリニューアルされた。リニューアル前のボートはテレビシリーズに登場するナロウボートをモチーフにしていた。
- トーマスのたからさがし大冒険（2019年3月8日開業）

2005年に「ガタゴトだいぼうけん！」としてオープン。2011年6月23日に終了し、同年7月16日に「トーマスのパーティパレード」としてリニューアルし、2019年1月に終了。その後リニューアルして現在にいたる。
- GO!GO!バルストロード

2010年開業。バルストロードに乗り、旋回しながら振り子のようにスイングするアトラクション。身長90cmから利用可能（身長105cm未満は要付添）。
イギリスのトーマスランドには「ロッキング・バルストロード（Rocking Bulstrode）」の名称で同様のアトラクションが2008年に開業している。
- 立体迷路トーマス・サーカス

木造の立体迷路。トーマスの形をした生け垣の迷路「トーマスメイズ」の跡地に開業。
- トーマスのドキドキプレイグラウンド

2018年4月28日に開業した屋内型幼児向けプレイグラウンド。同年4月1日を以て営業を終了した「トーマスランド3Dシアター」の施設を再利用している。
- ホッピングウィンストン

2018年7月12日に開業。6台あるウィンストンのライドがゆっくり旋回しながら上下に弾み、浮遊感を味わえるアトラクション。身長90cmから利用可能。2018年5月6日に終了した「ボクたちうんてんしゅ」の跡地に開業。
- トーマスのハッピースマイル

2018年7月12日開業。小型の観覧車タイプのアトラクション。2018年4月1日に終了した「ハッピーハロルド」の跡地に開業。
キャラクターは違うが同型のアトラクションとして「アンパンマン ハッピースカイ」（ひらかたパーク等で営業）がある。
- しゅっぱつ！ハロルドのスカイパトロール

2020年8月1日開業。7mの高さまで上昇し、楽しげなBGMに合わせて旋回し、パイロット気分で爽快感あふれる空の旅を楽しめるアトラクション。
イギリスのトーマスランドには「ハロルドのヘリコプターツアーズ（Harold's Helicopter Tours）」の名称で同様のアトラクションが2008年に開業している。

### リサとガスパール タウン
2013年7月27日開業。世界初となる「リサとガスパール」のテーマパーク。富士急ハイランドの第一入園口外にあり、アトラクションはフリーパスが使用可能となっている。
- エッフェル塔のカルーセル
- リサとガスパールのミラーメイズ 〜マジック・ショーへようこそ〜（2019年3月8日開業）

### アイススケートリンク（冬期営業）
- セントラルリンク
  - 2022年7月に開業したセントラルパークの一部を利用した屋外スケートリンク。
- コニファーフォレスト SEIKO-OVAL
  - 園外の第三駐車場側にある屋外スケートリンク。
  - 夏季期間中はコンサート会場として臨時営業する場合がある。

### その他の施設
- セントラルパーク

2022年7月、園内中央のラグーン跡地に開業した広場。芝生の小高い丘やミニステージ（元々マッド・マウス前にあったものを移設）があり、イベント会場としても使用される。 冬期は広場の一部を利用した屋外スケートリンク「セントラルリンク」も開業する。
- GiGO 富士急ハイランド

フードコート「フードスタジアム」内に2025年3月14日開業。クレーンゲームを中心としたゲームセンター。
- - ほぼほぼジェットコースターV

園内の大型コースター4機種と、営業終了したド・ドドンパをVRで体験できるアトラクション。かつて実施していたほぼドドンパやほぼFUJIYAMAと異なり、映像に連動して座席も動く。
- ハイランドリゾート ホテル&スパ（オフィシャルホテル）- 宿泊者は開園時間前（平日は15分前、土日祝日及び特定の平日は30分前）に優先入園できる。
  - フジヤマスカイバルコニー

ハイランドリゾートの屋上にある展望アトラクション。写真撮影付きで1,000円（ホテル宿泊者及びフリーパス所有者は500円）。
- ふじやま温泉（併設、入園不要）- フリーパス購入者は提示で入館割引。

元内閣総理大臣の安倍晋三が静養時に頻繁に訪れていた。
- フジヤマミュージアム（併設、入園不要）- リサとガスパールタウンから入館でき、フリーパス購入者はフリーパス提示で入館無料。
- 岡崎朋美メモリアル 富士急スケーターズミュージアム（コニファーフォレスト内、入園不要）

## 閉鎖された施設
閉鎖時期の古いものから記載
- トランポリン遊戯場（1975年）
スポーツ機材のレンタル企業が管理していたトランポリン体験施設。1975年、係員が不在の際に客が重傷を負う事故が発生[19]。
- 恐怖のスリラー館（196?年 - 1995年）
2人乗りの車椅子を模った乗り物で館内を巡るライド型お化け屋敷。外観は宝箱に剣が突き刺さった形であった。交通事故の恐怖を描いた「ショック110」と恐怖の人体実験の様子を描いた「ショック119」の2ルートが配され、後年にはショック110がエイリアンに襲われる宇宙飛行士を描いた「SFホラーゾーン」に改装しショック119は「恐怖の人体解剖」に改名された。ショック119のBGMは作曲家の大野恭史が担当した。キング・オブ・コースターFUJIYAMAの駅舎部分にあった。
- ジャイアントコースター（1966年12月[2] - 1996年7月[要出典]）
オーソドックスなキャメルバック式コースター。コース全長約1.4km[2]、ギネス世界記録にも認定された。かつて初代引田天功が脱出劇を行った事でも有名。跡地にはトーマスランドと超・戦慄迷宮（現・戦慄迷宮 〜慈急総合病院〜）が開業している。なお、この時別の場所にFUJIYAMAが建設されており、FUJIYAMAの開業と交代するような形で営業を終了した。
- ムーンサルトスクランブル（1983年 - 2000年4月）
「プレッツェルノット」と呼ばれるひねりの加わった2連続ループと逆走が特徴の往復式コースター。当時高さ66m、時速105km、最大加重力6.5Gの3項目でギネスに認定された。跡地には2001年にドドンパ（現ド・ドドンパ）が、2011年に高飛車が開業した。
- フライングコースター・バードメン（2000年7月 - 2001年5月）
当初日本初登場となるうつ伏せの状態で乗車する2人乗りのコースターで、空を飛んでいるような感覚を味わえた。コース途中にはレッドタワーの周囲を旋回したり、グレート・ザブーンの水飛沫を掠めながら通過する場所もあった。建設費は6億円[20]。2001年5月にブレーキゾーンによる急停車により乗客2名が重傷を負い、暫く営業休止となったものの、復旧の目途が付かずそのまま営業終了。その後は車両を変更し「フワフワお空の大冒険（ハム太郎の子供向けコースター）」として営業していたが2017年6月25日に営業終了。その後再び車両を変更し、現在は「リサとガスパールのそらたびにっき」として営業している。
- ディープ・シー・アドベンチャー・アングラー（1991年4月27日[11] - 2000年4月）
園内の地下にある秘密基地から潜水艦に乗り込んで地下洞窟を経て太平洋の深海を探検するシミュレーションライド、カナダ・IEI社製、定員60名、日本電気がスポンサーを担当[11]。建屋は「Xドーム」の名称で飲食・売店「ファクトリー」を併設していた[11]。営業終了後はガンダム・ザ・ライドが開業した。

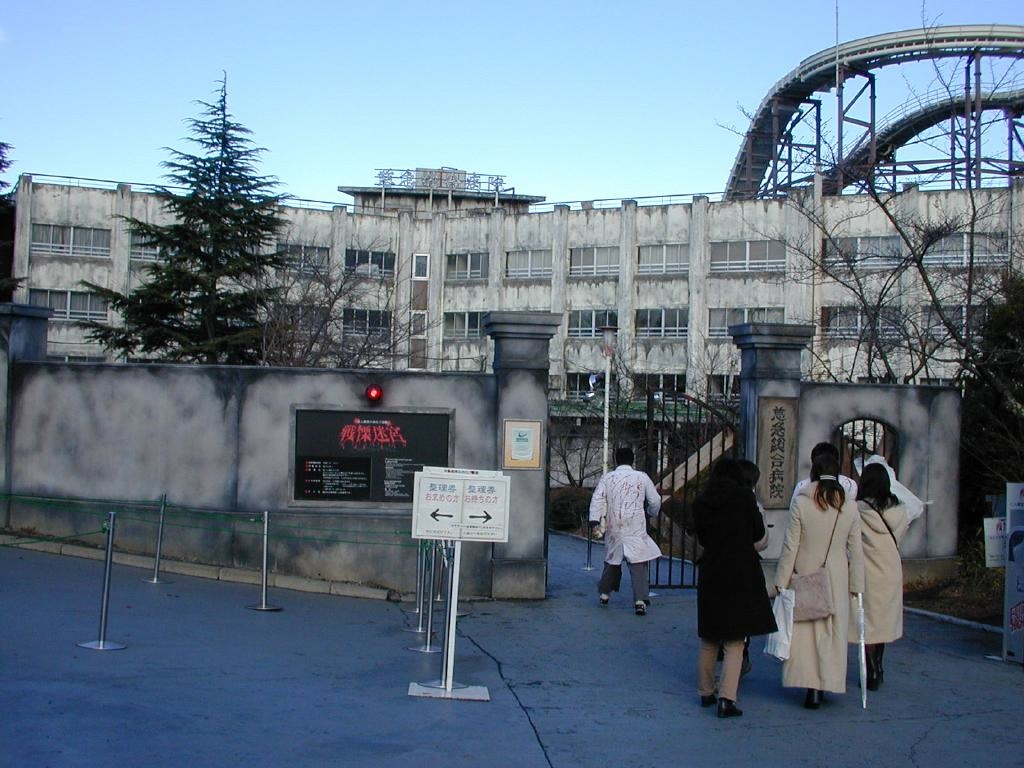
戦慄迷宮

- 戦慄迷宮（1999年7月 - 2002年8月31日）
元々4階建ての宿泊施設「ハイランドホステル」（1963年12月開業[2]）だった。建物の老朽化により取り壊す予定だったが、取り壊す前に建物を丸ごと再利用して開業。2003年に場所を移し、超・戦慄迷宮（現・戦慄迷宮 〜慈急総合病院〜）が開業した。建物の前の広場は暫くイベントステージとして使われていた。2005年に取り壊され、跡地にええじゃないかが開業した。
- ワイキキ・ウェーブ（1992年7月25日[21] - 2004年）
2本のアームに挟まれたゴンドラに乗り、アームがそれぞれ独立して回転し荒波にもまれたかのような体験をできる回転系アトラクション。ベコマ製、幅24.3m、最大高度13.5m、48名乗り[21]。跡地にはトンデミーナが開業し、現在はZOKKONが開業している。
- ダブル・ループ（1980年3月26日 - 2005年4月）
全長980m[22]、最大高度35m、最高時速90km、垂直ループ直径25m・24m、最大過重力5.6G、明昌特殊産業製。開業当初、国内で唯一2回連続垂直宙返りを行うコースターだった[23]。巻き上げ装置にチェーンではなくワイヤーを使っていた。現在跡地にはええじゃないかが開業している。
- ガンダム・ザ・ライド 宇宙要塞ア・バオア・クー（2000年7月 - 2007年1月）
機動戦士ガンダムをモチーフにしたシミュレーションライド。当初は2006年12月31日までとなっていたが、好評により翌年の1月上旬まで営業していた。営業終了後はガンダムクライシスが開業した。
- ロッキー・スライダー（1974年 - 2008年1月）
ロッキー山脈をイメージしたウォーターライド。大きな落下が2回あった。老朽化により閉鎖。現在跡地にはナガシマスカが開業している。
- リゾートプール（ - 2008年夏期）
夏期のみ営業していた屋外プール。2005年には、2004年に湧出した温泉と、バナジウムを含む地下水を使用した「温泉プール」としてオープンした。冬期には「リゾートリンク」としてスケートを営業していた事もある。現在は「リサとガスパール タウン」の一部として開業。
2010年〜2011年の冬期に行われたイベント「FUJIYAMA ILLMINATION」では、イルミネーションのエリアの一部として利用された。
- 凄腕（ - 2009年3月）
としまえんにあった 「トロイカ」 と同機種。開業当初は「スーパー・アーム」という名称であり、パニックロックの側にあった。ドドンパ建設の際にレールがこの場所を通る事となった為、ドドンパの垂直タワー下に移設された。その際カラーリングは以前よりも濃くなり、中国風のデザインに変更され、名称も漢字表記となった。また、同園で初めて漢字表記された絶叫系アトラクションでもある。現在跡地には鉄骨番長が開業している。
- リカちゃんタウン（2002年 - 2009年）
リカちゃんの家を再現したアトラクション「リカちゃんハウス」をはじめ、リカちゃんにちなんだグッズショップやフードコートが揃った施設。営業終了後はキッズスタジオとしてオープン。
- ゾーラ7（1988年7月31日[24] - 2010年4月4日）
コンバットシップを模しフェザーガンが備え付けてある4人乗りの車両に乗り、悪の帝王「ゾーラ」の元へ向けてエイリアンが潜む宇宙空間を進むシューティングゲームやダークライドの要素を備えた室内型ローラーコースター[24]。エイリアンを倒して得点を競うシューティングだが、終盤でコースターになる[24]。室内なので悪天候時も運転可能。
ルールはブルーのエイリアンが1点、レッドが5点となっており、満点は100点。得点は上位5名が入り口付近のデジタルフレームに表示されている。
当初は「シューティングコースター・ゾーラ」として開業[24]。建物の外観は白、エイリアンを1匹倒すごとに100点であった。2002年にリニューアルされ、ルールは前述の通りで外観が真っ赤に塗り直され、エイリアンのオブジェが追加された他は同様。跡地にはEVANGELION:WORLD -実物大初号機建造計画-が2010年に開業したが2021年に閉業し、その後はZOKKONが開業している。
- 武田信玄 埋蔵金伝説（2000年7月 - 2010年5月9日）
制限時間内に建物内に設置されたポイントで「風林火山」の4つの文字を探し出し、成功した者は最後の部屋へ案内され、そこでの指令を成功させる事で完全クリアとなるミッション型アトラクション。成功率は僅か10%と非常に難関であり、リピーターも続出した。開業当初は磁気カードを用い制限時間は10分だったが、1回目のリニューアルの「武田信玄 埋蔵金伝説R」となってからは制限時間が8分となり、2回目のリニューアルの「風林火山」では磁気カードからICチップ内蔵の軍配となった。各ポイントにはダミーや集めた文字を消してしまうものもある。完全クリアした場合は小判型のキーホルダーが貰え、そこに書かれているパスワードをホームページの特設サイトに入力する事で成功者のみが閲覧できるサイトも開設されていた。2010年7月に合戦 戦国BASARAにリニューアルされた。
- ゲゲゲの妖怪屋敷（1997年7月 - 2010年5月9日）
ゲゲゲの鬼太郎をモチーフにしたウォークスルー型お化け屋敷。2010年にウォークスルー型から3Dサウンド型にリニューアルされ、場所もショップの一部を使用し「ゲゲゲの妖怪屋敷 妖怪小噺」として開業した。なお、妖怪屋敷として使われていた建物はトーマスランド3Dシアター、妖怪小噺及びショップの建物があった場所にはテンテコマイが開業している。妖怪小噺及びショップは2016年4月にええじゃないかの横にあった門前町を改装し「ゲゲゲの妖怪横町」として移設された。
- 処刑の館（1994年 - 2010年6月20日）
ヘッドフォンから流れる音声を聴くお化け屋敷。建物の老朽化により閉鎖。
- ムーンレイカー（1992年 - 2010年）
直径10mの円盤の外周に内向きに座り、高速回転するアトラクション。円盤は徐々に傾き、最終的に傾斜83度に達する。また、円盤の下の土台も回転する。跡地にはVRアトラクション「ほぼドドンパ／ほぼFUJIYAMA」が2017年に開業したが、アトラクションの張りぼては撤去されず暫く残されていた。現在跡地にはZOKKONが開業している。
- キッズスタジオ（2009年 - 2010年）
子供向けアスレチック施設。ドラえもんやポケットモンスターのアトラクションが期間限定で行われていた。営業終了後は戦国城下町がオープン。
- 合戦 戦国BASARA（2010年7月 - 2012年4月8日）
ゲーム「戦国BASARA」とのコラボレーションしたミッション型アトラクション。ルールは武田信玄 埋蔵金伝説と同じだが、最初に武将の描かれた6種類の磁気カードのうち1つが配布され、制限時間内に4つの武具を探しだし、全て集めると織田信長との戦いとなり、勝利すればオリジナルグッズが貰えるといった点が異なる。閉鎖後は絶望要塞の一部として開業。
- 戦国城下町（2010年7月1日 - 2012年4月1日）
合戦 戦国BASARAの側にあった、戦国BASARAのグッズや展示物、ゲームなどがある施設。現在は絶望要塞が開業。
- カートゥーン・ラグーン（2007年7月 - 2012年9月30日）
園内中央のラグーン周辺を、「トムとジェリー」や「ルーニー・テューンズ」をテーマとしたエリアにリニューアルして開業。ワーナー・ブラザースの日本法人「ワーナー エンターテイメント ジャパン」との契約期間が満了になった事に伴い終了。以下2機種のアトラクションが存在していた。
  - カートゥーン・タイフーン
回転ブランコ。エリア開業の翌年に「ウェーブ・スインガー」のデザインをリニューアル。現在は「ウェーブスウィンガー」として営業再開。
  - ウォーターパドラー
ペダルボート。現在は元の名称「ウォーターエース」として営業再開。
- ゴーカート（ - 2013年1月14日）
全長250mのコースを2周する。カートには1人乗りと2人乗りがある。「リサとガスパール タウン」開業による入園口移設により営業終了。
- ガンダムクライシス（2007年7月21日 - 2013年12月1日）
機動戦士ガンダムをモチーフにしたミッションクリア型アトラクション。VQディバイザーと呼ばれる端末を手に、各所に散りばめられた発光ポイントに端末をかざす事でガンダムのデータを集める。時間内にデータを全て集めると、実物大ガンダムのコックピットに乗る事ができる。
2013年7月27日に「リアル宝探し ガンダムクライシス2」としてリニューアルされた。VQディバイザーではなく、スマートフォンなどを用いてポイントを集めるというミッションに変更された。現在跡地には富士飛行社が開業。
- リサとガスパールのパリカート（2013年7月27日 - 2015年3月31日）
リサとガスパール タウン内にあった電動カート型アトラクション。リサとガスパールの絵本の世界を巡る。
- Q-BOWL（2012年12月22日 - 2016年8月31日）

開業以前に運営していたボウリング場をリニューアル。ダーツなどのアミューズメントも併設されていた。

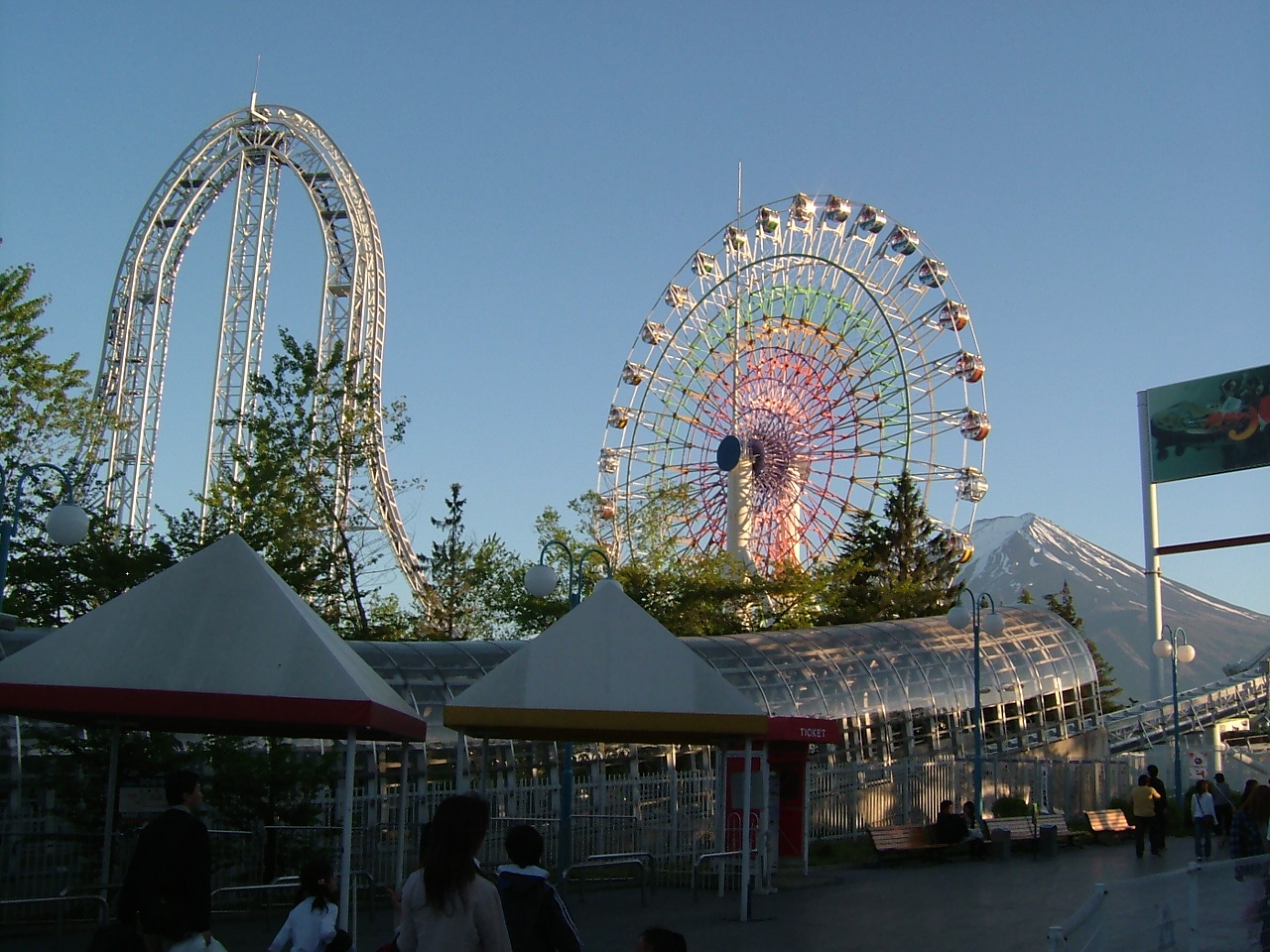
ドドンパに存在していた垂直タワー(左)と観覧車(右)

- ワールド・ブッチギリ・コースター・ドドンパ（2001年12月21日 - 2016年10月2日）
スタートから僅か1.8秒で時速172kmまで加速する大型コースター。地上52mまで上昇して落下する垂直タワーがあった。
2017年7月15日、最高速度の向上と世界最大級の垂直ループを備え「ド・ドドンパ」としてリニューアルオープンした。
- ハムハムどきどき!おうこく（2003年7月 - 2017年6月25日）
とっとこハム太郎をテーマとしたエリア。契約期間が満了になった事に伴い終了。以下4機種のアトラクションが存在していた。
  - フワフワお空の大冒険
運転休止中だった「バードメン」を子供向けにリニューアル。吊り下がり式コースターで、雲の形をしたライドに前後に2人で座るように乗り込む。2017年7月21日に「リサとガスパールのそらたびにっき」としてリニューアルオープン。
  - どきどき森のかくれんぼ
既存の「スーパー・スカイサイクル」のリニューアル。高所に設置されたレールの上を、ペダル付きのライドに乗って漕ぎながら進む。ナガシマスカの建設により、コースが短縮された。2017年7月に「スカイサイクル」として再オープン。
  - ゆらゆら海のハムSHIP
既存の「海賊船パイレーツ」のリニューアル。海賊船を模した振り子型のアトラクション。子供向けになった為、以前に比べ振幅が狭くなっている。
  - てちてちひまわりかんらんしゃ
小型の観覧車。2009年5月末に営業終了している。
- かいけつゾロリのぼうけんランド（2012年7月 - 2017年9月30日）
かいけつゾロリをテーマとした、アスレチックなどが楽しめる屋内アトラクション。2019年7月に建物周辺が「NARUTO×BORUTO　富士 木ノ葉隠れの里」となり、「科学忍具道場」が開業した。
- ハッピーハロルド（1998年7月 - 2018年4月1日）
ハロルドに乗り、空中を上下するアトラクション。乗客は上下動作の運転もできる。2018年7月12日には跡地に「トーマスのハッピースマイル」が開業した。なお2020年8月1日に「しゅっぱつ！ハロルドのスカイパトロール」が別の場所に開業し、事実上復活を果たした。
- トーマスランド3Dシアター（2010年7月23日 - 2018年4月1日）
ソドー整備工場をモチーフにした施設内で、新米整備員とトーマス達のやり取りが楽しめるステージショー。世界初のトーマス専用3Dシアターを採用。2010年5月9日に閉鎖した「ゲゲゲの妖怪屋敷」の建物を再活用していた。
- ボクたちうんてんしゅ（1998年7月 - 2018年5月6日）
トーマスなどのキャラクターを運転するコインアトラクション。2018年7月12日には跡地に「ホッピングウィンストン」が開業した。
- トーマスのパーティパレード（2011年6月 - 2019年1月）
2005年7月に「きかんしゃトーマス」原作出版60周年記念として開業。貨車に乗ってテレビシリーズのエピソードをテーマにした大型ジオラマを周るライドアトラクション。開業当初は「ガタゴトだいぼうけん！」という名称であったがリニューアルされた。また、2008年にテレビシリーズの吹替えキャストが刷新された事に伴い、アトラクション内の声もこの頃に変更された。4人乗りの「いたずら貨車（運がいいとボス貨車のスクラフィーがあたる）」型のライドに乗って、「きかんしゃトーマス」のエピソード（主に第6シーズン〜第7シーズン）の名場面をパノラマ展示で追っていくものだった。2019年リニューアル後は展示キャラクターなどが変更された。また、ティドマス機関庫で記念撮影が行われる演出は継続された。
- 血に飢えた病棟（2015年7月25日 - 2019年2月11日）
絶凶・戦慄迷宮に隣接していた、サウンドホラーアトラクション。上記の「処刑の館」を再現するというコンセプトで設置され、テーマは違うもののストーリーの展開は類似していた。
- マッド・マウス（1998年4月25日[25] - 2019年9月30日）
2人乗りの小型の単車両に乗り込み、カントの無いカーブや小さなドロップなどが用意された複雑なコースを、ネズミのように走行するコースター。三精輸送機製、全長343m・最大高度11m、最高時速31km、ターン20回、落とし込み10回[25]。
1971年に初代が開業[26]、三精輸送機製・全長222m・最大高度5.2m・最高時速27km・ターン13回・落とし込み3回[25]。1998年4月に「宇宙旅行館」跡地に2代目が開業[25]。コースレイアウトが変更され全長も初代より長くなり、大幅にデザインが一新された。現在跡地にはZOKKONが開業している。
- ほぼドドンパ／ほぼFUJIYAMA（2017年7月 - 2019年）
前述の初代ドドンパとFUJIYAMAをバーチャルリアリティで再現した全天候型常設アトラクション。2019年秋に休止し2020年にホームページの紹介ページを削除し廃止となっている。跡地にはZOKKONが開業している。
ほぼドドンパは2016年12月9日から2017年4月2日まではドドンパ（後にド・ドドンパ）の駅舎で営業されていた。
- クリアカヌー体験 〜WATER CRAB〜（2020年5月26日 - 2020年11月4日）
ウォーターエースを実施しているクリスタルラグーンの一部を利用して実施していた。フリーパス利用不可。
- ヒーローズプレイグラウンド（2020年5月26日 - 2021年3月31日）
野球やサッカーなどのスポーツを大型スクリーンで楽しむ体験型スポーツテーマパーク。フリーパス利用不可。

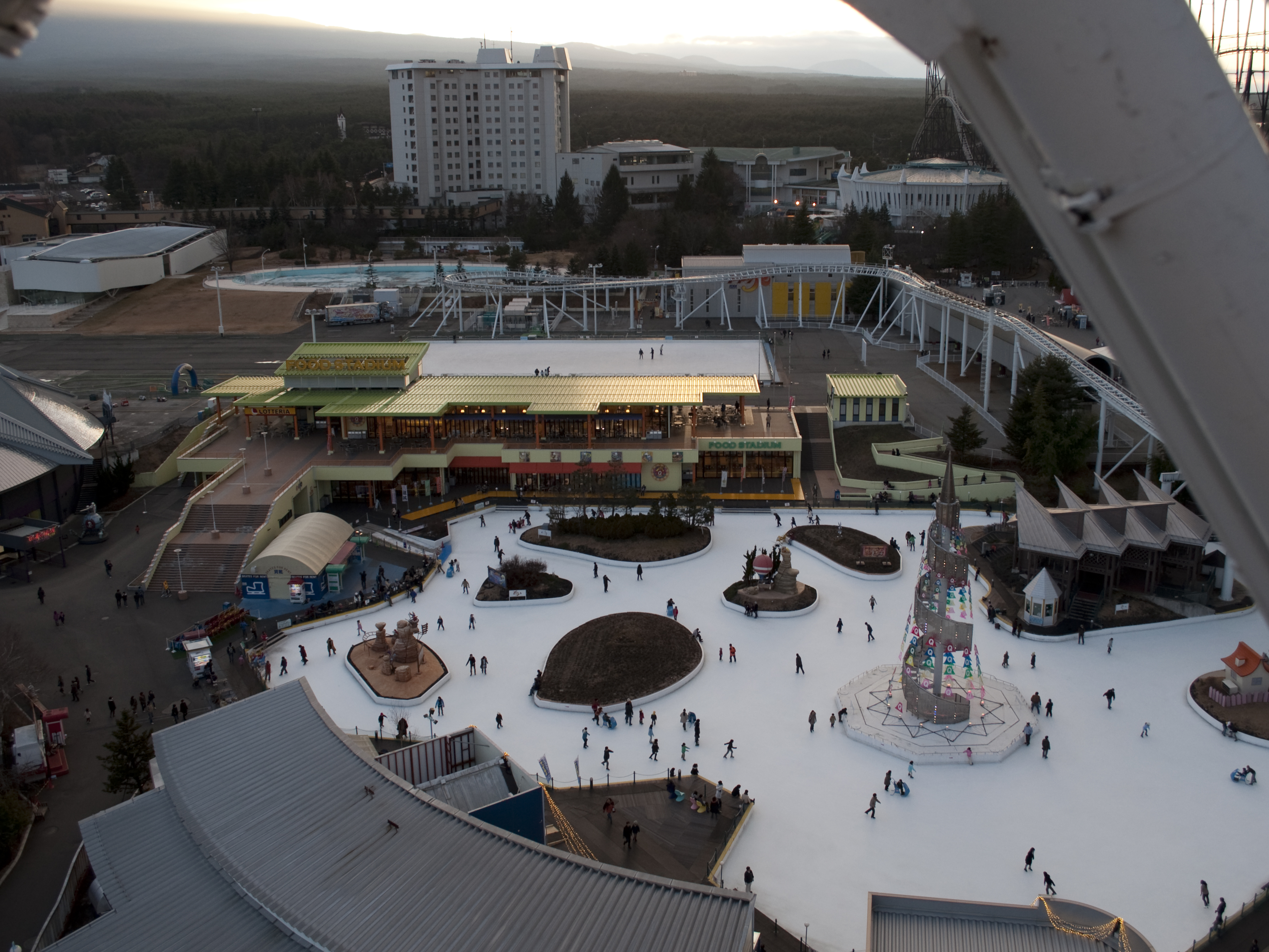
観覧車から見たクリスタルラグーンリンク（2009年12月）

- クリスタルラグーンリンク（ - 2021年3月）
園内中央のラグーンを利用した、約6000平方メートルの広さを持つ屋外スケートリンク[27]。
2021年冬にラグーンの工事の為、2020年度を以て終了。跡地にはイベント広場「セントラルパーク」が2022年7月に開業し、同年12月より広場の一部に「セントラルリンク」が冬期限定で営業開始された。
- EVANGELION:WORLD -実物大初号機建造計画-（2010年7月 - 2021年5月9日）
エヴァンゲリオンをテーマとした、パビリオン形式のアトラクション。エヴァンゲリオンの実物大立体胸像やミュージアム、グッズショップなどがある。
エヴァンゲリオン初号機の実物大立体胸像ではプロジェクションマッピングによる演出があった。当初は設置されたスピーカーから音声・音楽が流れていたが、本アトラクションの一部を利用して造られた「無限廃坑」が開業してからは入口にて渡される無線のヘッドホンから流れるようになった。なお、無限廃坑が定期点検等で運休の場合は従来通りスピーカーから流れていた。現在跡地にはZOKKONが開業している。
- 無限廃坑（2019年3月23日 - 2021年5月9日）
ヘッドホンを装着し、両腕を拘束された状態で乗るライド型のお化け屋敷。富士山の麓で見つかった武田信玄の埋蔵金がある曰くつきの廃坑を2人乗りのトロッコに乗って進む。EVANGELION:WORLDの一部を改装して造られた。現在跡地にはZOKKONが開業している。
- ウォーターエース（ - 2021年11月）
園内中央のラグーン内にあったペダルボート。冬期はスケートリンク「クリスタルラグーン」となる為運休となっていた。
元々メリーゴーラウンドの側にあった橋を渡った先に乗り場があったが、2007年7月にカートゥーンラグーンが開業して以降は富士飛行社前に変更された。
ラグーン閉鎖に伴い営業終了。跡地は埋め立てられ、イベント広場「セントラルパーク」が2022年7月にオープンした。
- メリーゴーラウンド（1982年 - 2023年1月15日）[28]
西洋風のメルヘンな設定となっており、ロマンティックなアトラクション。外側の馬は上下に動かない仕様になっていた。
2023年1月15日、約41年の歴史に幕を下ろした。営業終了後も馬の何体かはFUJIYAMA前広場にフォトスポットとして設置されている他、絶望要塞 -IMPOSSIBLE GAMES- の前にも馬と馬車が設置されている。
- ロックンロールダンカン（1998年7月 - 2023年6月7日）

ダンカンをモチーフにしたミニコースター。3歳から利用可能だった。跡地はコースをそのままに車両をニアに変更し「ニアとアニマルコースター」として開業。

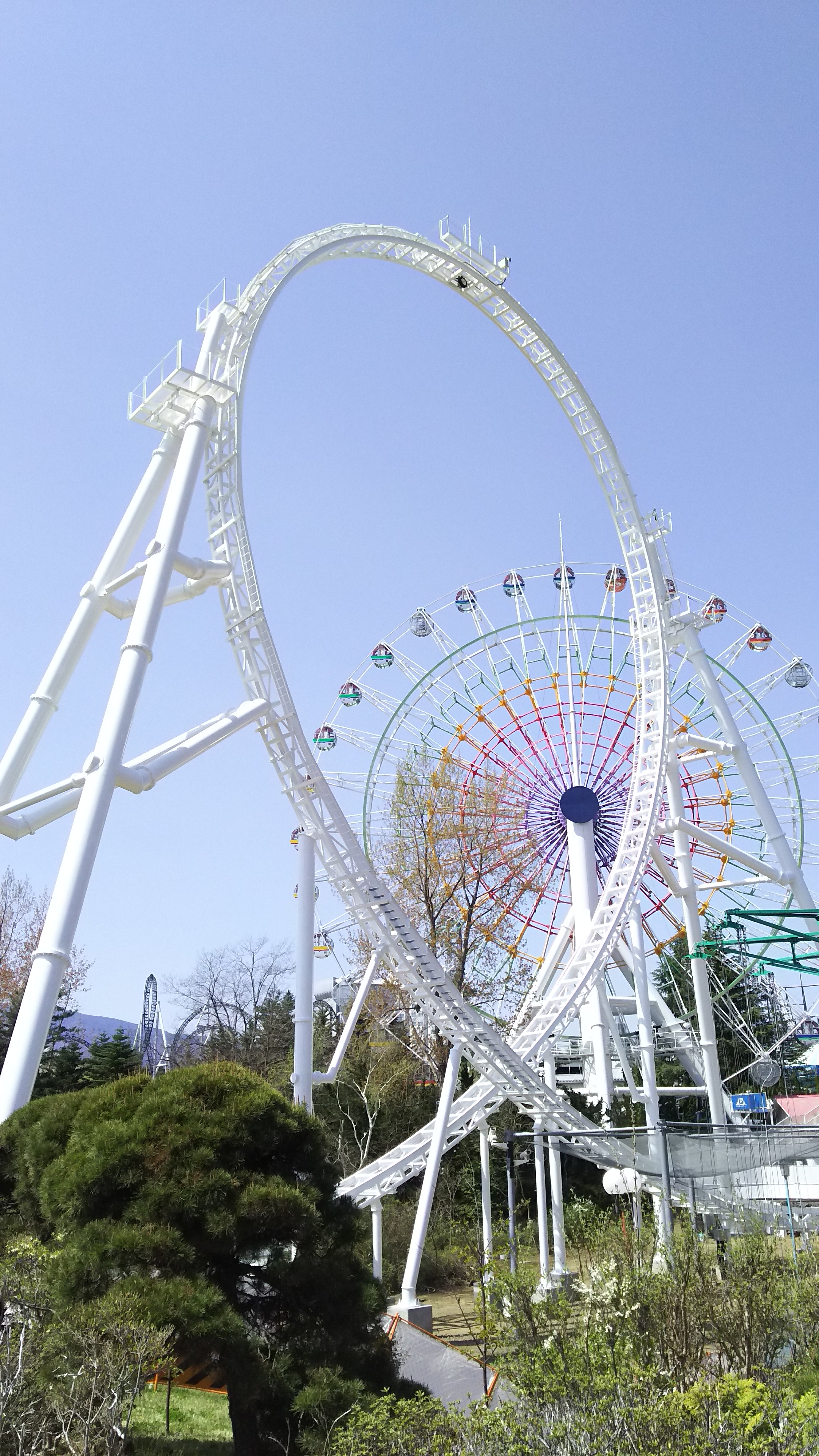
ド・ドドンパの垂直ループ

- ド・ドドンパ（2017年7月15日 - 2024年3月13日） 
ドドンパをリニューアルして2017年7月15日にオープン。スポンサーはKDDI、ロゴは「au」を使用。
スタートから僅か1.56秒で時速180kmまで加速する大型コースター。直径39.7ｍ、高さ49mの垂直ループがあり、世界で二番目の高さを誇る。一番は中国の Lewa AdventureのFlashとトルコのLand of LegendsのHypercoaster で、二つとも高さは53m。施工はMack Rides GmbH & Co KG。
設定によってはこれ以上の速度を出すことが可能であるが、営業運転では使用されなかった。
2020年以降に乗客が負傷する事案が続出したため、2021年8月12日に営業を休止。再開することなく2024年3月13日に営業終了が決定した（詳細はド・ドドンパ#事故・トラブルを参照）。

以下は閉鎖時期不明のアトラクション。
- シアターリンク
ハイランドホールシアター内に設置された屋内スケートリンク。
- 富士大科学館
富士山の200分の1のスケールの築山「ハイランド富士」（現在のミニ富士山）内に作られた3階建ての学習施設、富士山麓周辺の動植物の標本や地震室が設置された[2]。
- 富士地底探検
プロムナードやスケートリンクの工事中に発見された溶岩塊を爆破し発見された自然のトンネルを用いたウォークスルー型アトラクション、地底の大滝や氷のファンタジーといった演出が設けられた[2]。

## オリジナルキャラクター

### 絶叫戦隊ハイランダー
戦隊ヒーロー風のキャラクター。主に園内を徘徊している。見た目は戦隊ヒーローだが、自動販売機の小銭をあさる、賽銭箱からお賽銭を盗もうとする、ベンチで寝る、ゴミをゴミ箱に捨てず園内にまき散らしたり飲食物を食い散らかす（一応片付けてはいるが）、転んだ子供を助けようとした際に自分が転び、その子供に助けられるなど、実際は非常にだらしなく情けない姿を晒している。また、いつの間にかティーカップなどのアトラクションに乗っている事もある。更に園内にはハイランダーの各メンバーの指名手配の看板が設置されているほか、各メンバーの公式プロフィールにも「弱い者イジメが得意」「貧乏でスーツが買えない」「気弱でパシリにされている」等のヒーローらしかぬ設定がある上、メンバー自身も「正義のヒーローと思うなよ」と公言している。
2002年頃登場した当初は単独で「徘徊ヒーローハイランダー」という名前で、コスチュームは赤。暫くして青いコスチュームにリニューアル。2009年より「ええじゃないかレッド」「FUJIYAMAブルー」「ドドンパピンク」「ナガシマスカイエロー」「トンデミーナグリーン」と5人組で登場。5人組になってからは富士急ハイランドのテレビCMにも出演し、それぞれの名前にあるアトラクションに乗車して登場しており、ハイランダーのテーマソングが流れる。更にはハイランダー達のボスである「長官」の他、敵キャラクターである「樹海大星人」とその子分「ジュッカー」も存在している。彼らがハイランダーを狙う理由は、ハイランダーが「園内の平和を乱すから」としていることや、体調不良を訴えた来園者に担架を用意し救護室へ連れて行くなど、むしろ敵キャラクターの方がモラルを持っている。2011年7月には新たに「高飛車ゴールド」が加入した。彼が加入した理由は「平和ボケした5人のハイランダーを叩き直す為」。謎が多いという設定で、常に錫杖を持っている。
また、フジQロボなる合体ロボも存在する。オフィシャルホテルが宙に浮き、右手部分からドドンパのピンクの車両、左手部分からトンデミーナのアーム、足部分からナガシマスカの黄金の招き猫ペアが出現し、頭の部分には富士急のロゴマークが出てくる。ただしテーマソングのCMでは、足の招き猫の大きさが違う為あっさり倒れて崩壊しており、公式サイトでは「修理中」と記載されている。
かつては園内の大型コースター（ええじゃないか・ドドンパ・FUJIYAMA）のキューライン（待ち列）と、レストラン「フードスタジアム」内に設置されている大型モニターで、園内での注意事項に関する寸劇や、ハイランダーが活躍（というより普段のだらしない生活）するコメディドラマを放映していた。これらの映像はYouTubeでも富士急公式アカウントより配信されており、視聴が可能。

### 超高速Qファイター
絶叫戦隊ハイランダーに続いて2019年3月30日より登場したヒーローキャラクター。やる気のないハイランダーとは逆のやる気のあるヒーローとなっている。「Qレッド」「Qブルー」「Qイエロー」の3人組で、「Qジェット」と呼ばれるバイクに乗って登場する。

### オスQとメスQ
2003年頃にテレビCMで登場したロボット。
オスQは痩せ型で頭が丁髷になっており、眼鏡をかけていて、腹周りに「愛」と書かれたバックルのベルトを着けている。メスQは太っていて頭が文金高島田になっており、目つきが鋭く、胸の部分には「平和」という文字が書かれている。それぞれ「愛」「平和」と書かれた場所からドドンパの車両を発車する。
ローソンでフリーパスの前売り券を買った人は、チケット販売窓口にてオスQとメスQのキーチェーン付きフィギュアが貰えた。ただしそれ以降は登場していない。

### フジヤマッチョ・フジヤマンバ
2000年頃のCMで登場。FUJIYAMAに大勢のボディビルダー及びマンバギャルが乗っており、ボディビルダーは顔が引きつりながらもポーズを取っている、マンバギャルは両腕を上げて体を仰け反り絶叫している。なお、2001年にドドンパの開業が延期になってから、それまで放映されていたドドンパのCMに代わって放映されていたことがある。
CMで流れているオリジナルの音楽はCD化され、富士急ハイランド限定で販売されていた事がある（現在は廃盤）。これが転じて一部のマニアでは、FUJIYAMAのライドフォト撮影時にポーズを取る「フジヤマッチョ乗り」が定番となっている。

### ふじQくん
とっとこハム太郎の富士急ハイランドオリジナルキャラクターとして登場。薄い青色の体で、頭が富士山の形をしている。ハムハムどきどき!おうこく内のアトラクションにも登場している。

## 野外フェスティバル
- サウンドコニファー229（1988年よりスタート、日本最長のロックフェスティバルの1つ）
- 欅共和国 - 欅坂46とけやき坂46の合同ライブ。2017年から2019年に開催。
- W-KEYAKI FES. - 櫻坂46と日向坂46の合同ライブ。2021年から開催[31]。なお、2022年度は、櫻坂46のメンバー5人が新型コロナウイルスに感染したことから、 櫻坂46公演を2日間、急遽中止することになり、その後8月に開催を延期されることになった[32][33]。

## イベント

### 夜の遊園地肝試しツアー
8月限定で行われたイベント。開催は不定期。閉園後、暗闇の園内で肝試しを開催。基本的に3〜4つの集合場所から同時にスタートし、約1時間で園内を一周する。ルートは決められており、一部には通常入る事が出来ない従業員用の通路やコースターの敷地内もルートに組み込まれている。2017年以降の10月にはハロウィンイベントの一環として、これを元にした「戦慄ホラーナイト」として開催された。

### 七夕でたなぼた
7月7日限定で行われる、遠距離恋愛をしているカップルをターゲットにしたイベント。2人の住まいの距離が229km以上ある場合にフリーパスがプレゼントされる。

### 冬の絶叫祭り
2004年12月〜2005年2月と、2005年12月〜2006年2月に行われたイベント。元々はキング・オブ・コースターFUJIYAMAの搭乗者数が1000万人に達することから開催された。主にフリーパスが割引になり、FUJIYAMAを始めとする4つのアトラクションで特別イベントが行われた。

### FUJIYAMA ILLMINATION
2010年〜2011年冬期に行われたイベント。既設のイルミネーション装置の他、日本一の高さ60mのツリーなどのイルミネーションが新たに導入された。

### サンタ de Fuji-Q
12月24日のクリスマスイブ限定で行われるイベント。2011年初開催。後述のCLUBフジQ会員の中から抽選で選ばれた50人が、絶叫戦隊ハイランダーと共にサンタの衣装を着て園内を歩き回ったり、4大コースターに乗るといった内容。

### 戦慄ハロウィン
2013年のハロウィンイベント期間に開催。夜の園内に最恐戦慄迷宮の亡霊達が練り歩くというもの。更にCLUBフジQの会員から先着30名が、特殊メイクと衣装で亡霊として参加できた。

### 富士山の日イベント
毎年2月23日に行われ、この日に限り名前に「フジ」が入っている人限定でFUJIYAMAを貸し切り（発車のタイミングも午後2時23分に合わせる）などが開催されている。

## キャンペーン

### CLUBフジQ
モバイル限定メルマガ会員サービス。月に数回メールが送られてくる他、フリーパスの割引などの特典がある。最大の特典は「Qポイントサービス」で、来園時に会員限定割引でチケットを購入することでポイントが貯まる。ポイント数に応じて一般、ゴールド、プラチナ、ダイヤモンドとランクがあり、フリーパスの割引額が増える、絶叫優先券の引き換え券が貰える、1日に1回だけ好きなアトラクションに2回連続乗車出来るなどの特典がある。以前はFeliCaを使用したポイントマシンが園内各所に設置されていたが廃止された。ポイントが加算されていない場合、来園当日内でのみ園内のチケット売り場にてポイント加算の手続きが行える。Qポイントサービスは2018年10月を以て終了した。

### 絶叫大使
2011年の開園50周年キャンペーンの一環として任命されたアンバサダー。開園50周年記念日の2011年12月3日から1日1人ずつ公式Facebookにて「Fuji-Q50」企画として周年祝いのコメントを掲載した著名人を大使とし、2012年2月29日から2016年2月29日まで有効のペアフリーパス招待・優先搭乗・ライドフォトプレゼント・「戦慄迷宮」無料入場・ハイランドリゾートホテル&スパ特別優待の機能を持った「絶叫大使カード」を贈呈し、2012年2月29日開催の「229個の宝探し」イベントにて贈呈式を行い代表としてAMEMIYA・手島優が登壇した。また著名人の他一般客からの思い出エピソードなどを募集する「みんなで祝おう!寄せ書きプロジェクト」の1等採用者や229個の宝探しイベントでも1年間有効の絶叫大使カードが贈呈された。コメント掲載が行われた著名人はFacebook掲載順で以下の46名。
1. 武藤敬司
2. 岡崎朋美
3. 片山右京
4. 清水崇
5. 川村ゆきえ
6. 橋本聖子
7. ダンディ坂野
8. ゆってぃ
9. 山田ルイ53世（髭男爵）
10. ひぐち君（髭男爵）
11. 山内総一郎（フジファブリック）
12. 金澤ダイスケ（フジファブリック）
13. 加藤慎一（フジファブリック）
14. 天野ひろゆき（キャイ〜ン）
15. ウド鈴木（キャイ〜ン）
16. 大貫亜美（PUFFY）
17. 吉村由美（PUFFY）
18. デーブ・スペクター
19. 前島亜美
20. 嘉門達夫
21. 桜塚やっくん
22. 大島麻衣
23. 井上和香
24. エメリヤーエンコ・ヒョードル
25. 清水国明
26. コージー冨田
27. 稲川淳二
28. 吉高由里子
29. 綾小路翔（氣志團）
30. 影山ヒロノブ
31. 植村花菜
32. KUREI（キマグレン）
33. ISEKI（キマグレン）
34. たくや（ザ・たっち）
35. かずや（ザ・たっち）
36. 田中みな実
37. 茅原実里
38. 荒川静香
39. 長州小力
40. 水道橋博士（浅草キッド）
41. 玉袋筋太郎（浅草キッド）
42. 藤巻亮太（レミオロメン）
43. 手島優
44. AMEMIYA
45. 野口健
46. 桜 稲垣早希

### 絶叫優先券
待ち時間が長くなりがちな主要アトラクションを、普通に並ぶ事なく短い待ち時間で利用できるチケット。園内のチケット売場の他、2018年7月14日からは各対象アトラクション前にある券売機や入園口（14時から）でも枚数限定で販売されている。ただし、コースター系の場合座席の指定は出来ない。フリーパスやアトラクション利用券とは別料金で、販売額はアトラクションによって異なる他、日によって変動する（2017年7月14日までは各アトラクション1枚1,000円）。券に記載されている時間（基本的に30分単位）のみ有効で、時間を過ぎると無効となるが、アトラクションが機械調整や悪天候などで運営を一旦中止し、再開となった場合は時間を過ぎても使用可能。購入後の払い戻しはできないが、不具合で終日運営できなくなった場合は払い戻し可能。1人につき最高9枚まで購入できる。ただし、アトラクションの混み具合や当日の天候によっては販売されない場合もある。
2017年のGW期間中、ウェブで事前購入できる「スマート絶叫優先券」が試験的に導入され、同年7月13日より正式に販売が開始された。事前購入は利用日の2日前の正午から利用日の30分前までとなっており、利用日によって価格が変動する。また、フリーパスと指定の3機種の優先券がセットになった「トリプルスマートフリーパス」、15時以降の入園で利用可能な「ナイトスマートフリーパス（閉園時間が18時以降の場合のみ販売）」も同時に販売開始された。こちらは利用日の7日前の正午から購入可能。なお、ウェブでの準備数が完売となった場合は当日園内での販売はない。
対象となるアトラクションはZOKKON、ド・ドドンパ、高飛車、ええじゃないか、FUJIYAMA、トンデミーナ（2022年4月29日〜）、テンテコマイ、鉄骨番長、ナガシマスカ、絶望要塞 -IMPOSSIBLE GAMES-、富士飛行社、科学忍具道場の全12機種。
基本的に優先券専用入口が設置されているが、例外としてド・ドドンパは出口から入る。

### エンジョイ・ライドスイッチ
上記絶叫優先券対象アトラクションを利用出来ない小学生未満の幼児やペットを連れている場合、グループを2つに分けて前半の人が利用後に後半の人は列に並ばずに利用出来るシステム。利用にはグループ全員がフリーパスを持っている、前半の利用者は絶叫優先券が使えず列に並ぶ必要がある、後半の利用者はグループの半分以下などの条件がある。
旧名称はチャイルドスイッチ。幼児を連れている場合のみ利用可能で、対象アトラクションも大型コースターのみだった。

### アトラクション・チェンジ・サービス
大型コースターに並んでいたけど乗る寸前で怖くなった、体調が悪くなった等でリタイアする場合、乗り場にいるスタッフに申告する事で他の中規模アトラクションに振替利用出来る優先券を貰える。
振替対応アトラクションはテンテコマイ、鉄骨番長、ナガシマスカ、富士飛行社、リサとガスパールのそらたびにっきの5機種。

### シングルライダー
乗り物に空席ができた時に、1人で利用する人を優先的に案内するシステム。混雑時には実施されない場合もある。
対象となるアトラクションは、ええじゃないか、FUJIYAMA、科学忍具道場の全3機種。

### いきなり優先乗車
園内各所にあるポスターに記載されているアドレスにメールを送り、抽選に当たる（当選メールが返信される）と優先乗車出来るサービス。優先券と異なり料金はかからない。メールに記載されている時間にのみ有効。対象のアトラクションは、ええじゃないか・ドドンパ・FUJIYAMAの3機種。
2011年6月をもってサービスが終了されたが、高飛車の開業により復活した。対象のアトラクションは4大コースターのみとなっている。現在はサービスを終了。

### 絶叫をハシゴしよう！
同系列のレジャー施設「さがみ湖リゾート プレジャーフォレスト（現：さがみ湖MORI MORI）」とのコラボキャンペーン。フリーパス購入者は、当日中であればプレジャーフォレストの入園が無料となり、2014年7月に登場した絶叫アトラクション「大空天国」に乗車できる他、アトラクションのある丘の上まで移動するペアリフトも利用できる。2014年11月までの期間限定で開催されていた。

## 交通アクセス

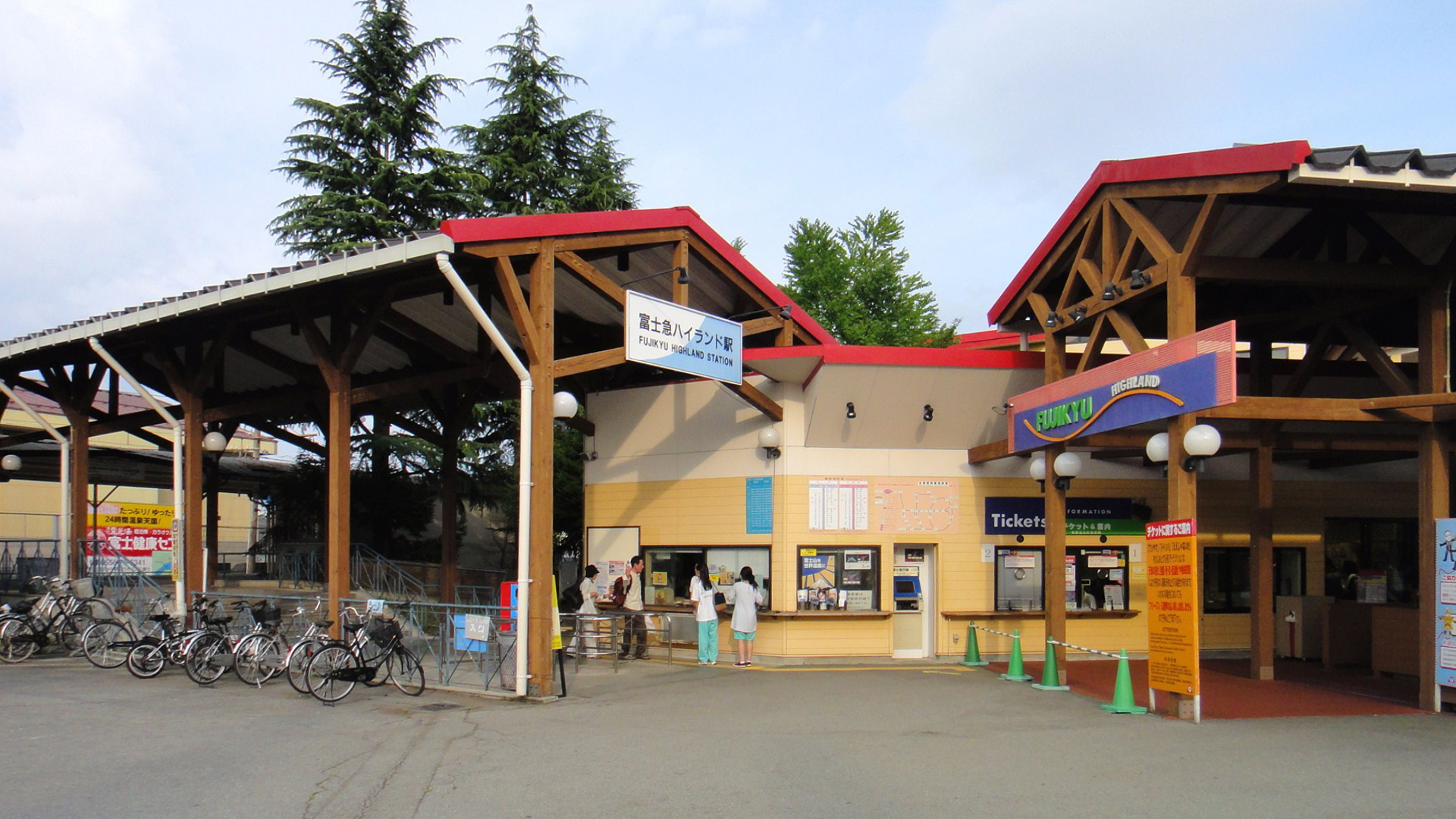
富士急ハイランド駅

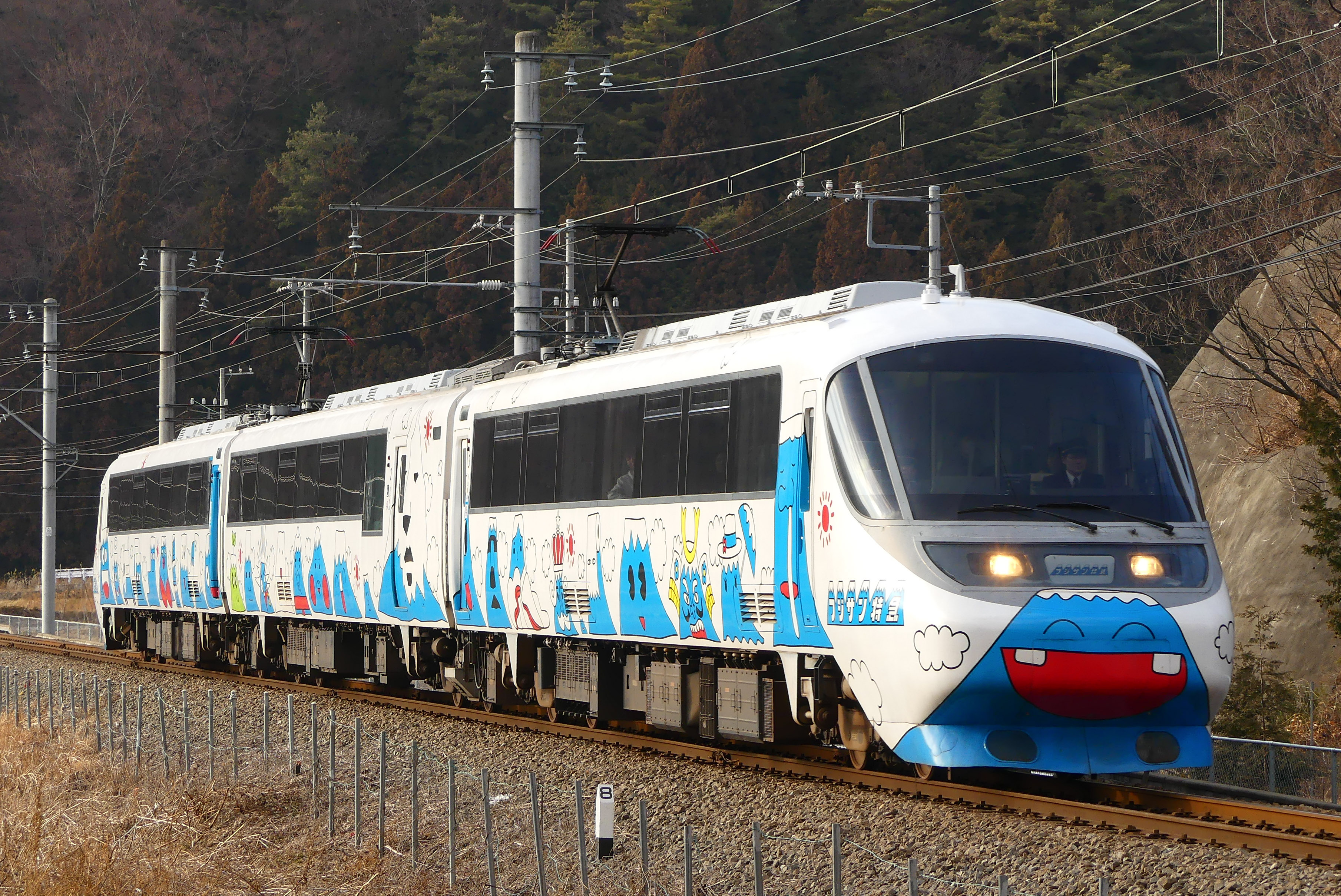
フジサン特急

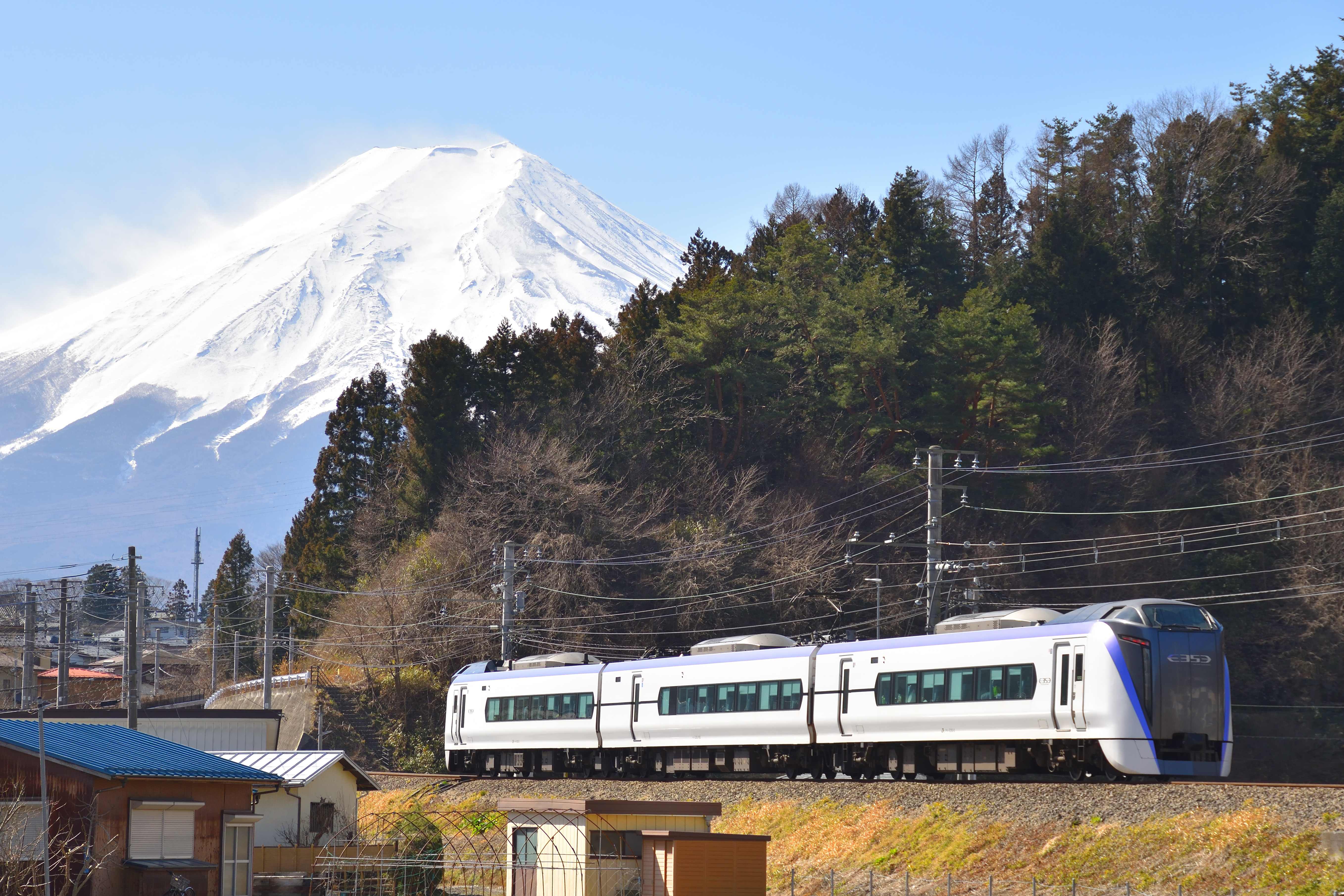
特急「富士回遊」は東京の新宿を結ぶ

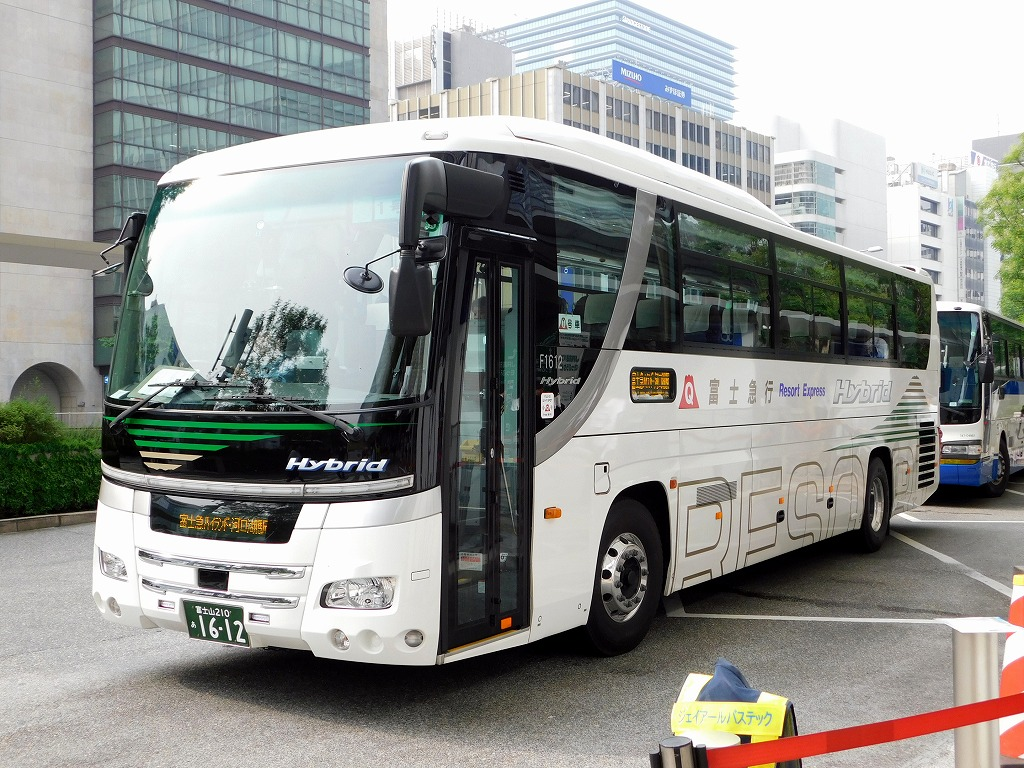
東京駅からの高速バス

### 鉄道
- 富士山麓電気鉄道富士急行線 富士急ハイランド駅
全列車が停車する。駅舎は第2入園口に直結している。
  - 東京の新宿駅から特急「富士回遊」で直通約110分

### バス
第1入園口側のバスターミナルと第2入園口側の富士急ハイランド停留所の2箇所にバス乗り場がある。

#### 富士急ハイランドバスターミナル
南側の第1入園口側にある高速バスのバスターミナルである。
- バスタ新宿〈中央高速バス〉（富士急バス・フジエクスプレス・京王バス）
- 東京駅〈東京駅 - 富士五湖・富士急ハイランド線〉（富士急バス・富士急行観光・JRバス関東）
- 渋谷マークシティ（富士急バス・フジエクスプレス・京王バス・東急トランセ）
- 品川駅・羽田空港〈富士山駅 - 羽田空港線〉（富士急バス・京浜急行バス）
- 秋葉原駅（フジエクスプレス・京成バス）
- 池袋駅・サンシャインシティ（フジエクスプレス・西武観光バス）
- 橋本駅・町田バスセンター・南町田グランベリーパーク駅（富士急モビリティ）
- 横浜駅〈レイクライナー〉（フジエクスプレス・相鉄バス）
- たまプラーザ駅・日吉駅（富士急モビリティ・東急バス）
- 本厚木駅・辻堂駅・藤沢駅（富士急モビリティ・神奈川中央交通）
- 川越駅・大宮駅（フジエクスプレス・西武観光バス）
- 西船橋駅・津田沼駅・海浜幕張駅（フジエクスプレス・京成バス）
- 成田空港（富士急行観光・京成バス）
- 高崎駅・前橋駅・渋川営業所（富士急バス・関越交通）※季節運行
- 清水駅・静岡駅（富士急静岡バス）
- 御殿場駅・御殿場プレミアム・アウトレット・富士山静岡空港（富士急モビリティ）
- 平湯温泉・高山濃飛バスセンター（濃飛乗合自動車）
- 名鉄バスセンター（富士急バス・名鉄バス）
- 京都駅・大阪駅・天王寺駅（富士急バス・近鉄バス）
- 【特急】三島駅（富士急バス・富士急シティバス）
- 【特急】御殿場駅（富士急モビリティ）
- 【特急】御殿場プレミアム・アウトレット（富士急モビリティ）

#### 富士急ハイランド停留所（路線バス停）
北側の第2入園口近くにある。一般路線バスと無料巡回バスが経由する。
- K1：甲府駅北口 - 富士山駅（富士急バス）
- K2：甲府駅南口 - 富士山駅（富士急バス）
- P1・P2：芦川農産物直売所 - 富士山駅（富士急バス）
- S1・S2・S3：下部温泉郷 - 富士山駅（富士急バス）
- S4：新富士駅 - 富士山駅（富士急バス・富士急静岡バス）
- G2：西湖民宿 - 富士山駅（富士急バス）
- A1・A2：河口湖駅 - 御殿場駅（富士急バス・富士急モビリティ）
- C1・C2：河口湖駅 - 御殿場プレミアム・アウトレット（富士急バス・富士急モビリティ）
- ふじっ湖号（F1・F2）：河口湖駅 - 山中湖平野（富士急バス）
- 無料巡回バス（富士急バス）※富士急グループ施設利用者専用

### 自動車
- 中央自動車道(富士吉田線)：河口湖IC

## ラッピングバス
富士急バス担当の高速バスの一部便は、「トーマスランドエクスプレス」（「きかんしゃトーマス」をモチーフに内外装を施している）などアトラクションをモチーフにしたラッピングバスで運転されている。2018年3月以降はトーマスランド20周年を記念し「トーマスカラフル柄」「トーマス青空柄」（ともに2代目日野・セレガ）も運行開始され、既存の「トーマスワイワイ柄」「トーマスブロック柄」（ともに2代目いすゞ・ガーラ）との4台体制となっている。
トミカにおけるトーマスランドエクスプレスは、2014年3月から2018年9月までNo.36-8で「トーマスブロック柄」（No.16のガーラの色違い）が発売されていた他、2018年9月からはNo.29で「トーマス青空柄」（No.101-5/No.72の2代目セレガとは異なり新規金型）が投入される。ただし、トミーテックから発売されているバスコレクションは、一度も製品化されたことがない。

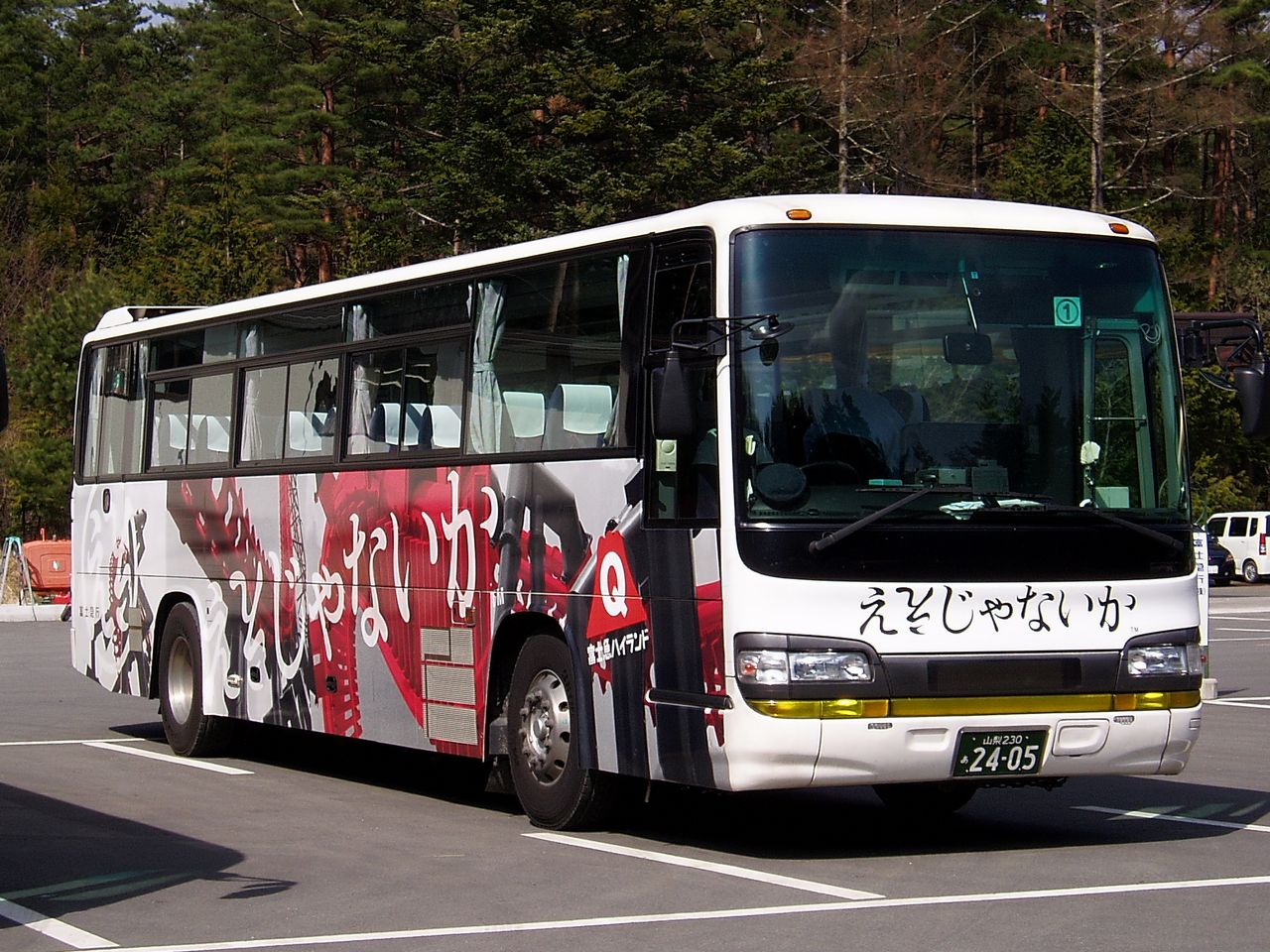
ええじゃないか
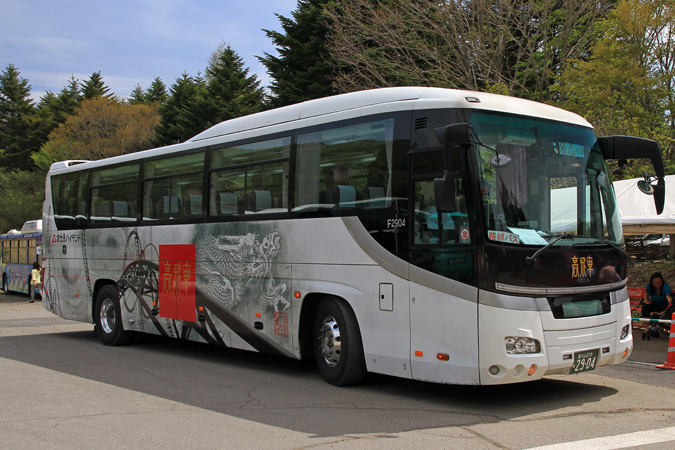
高飛車
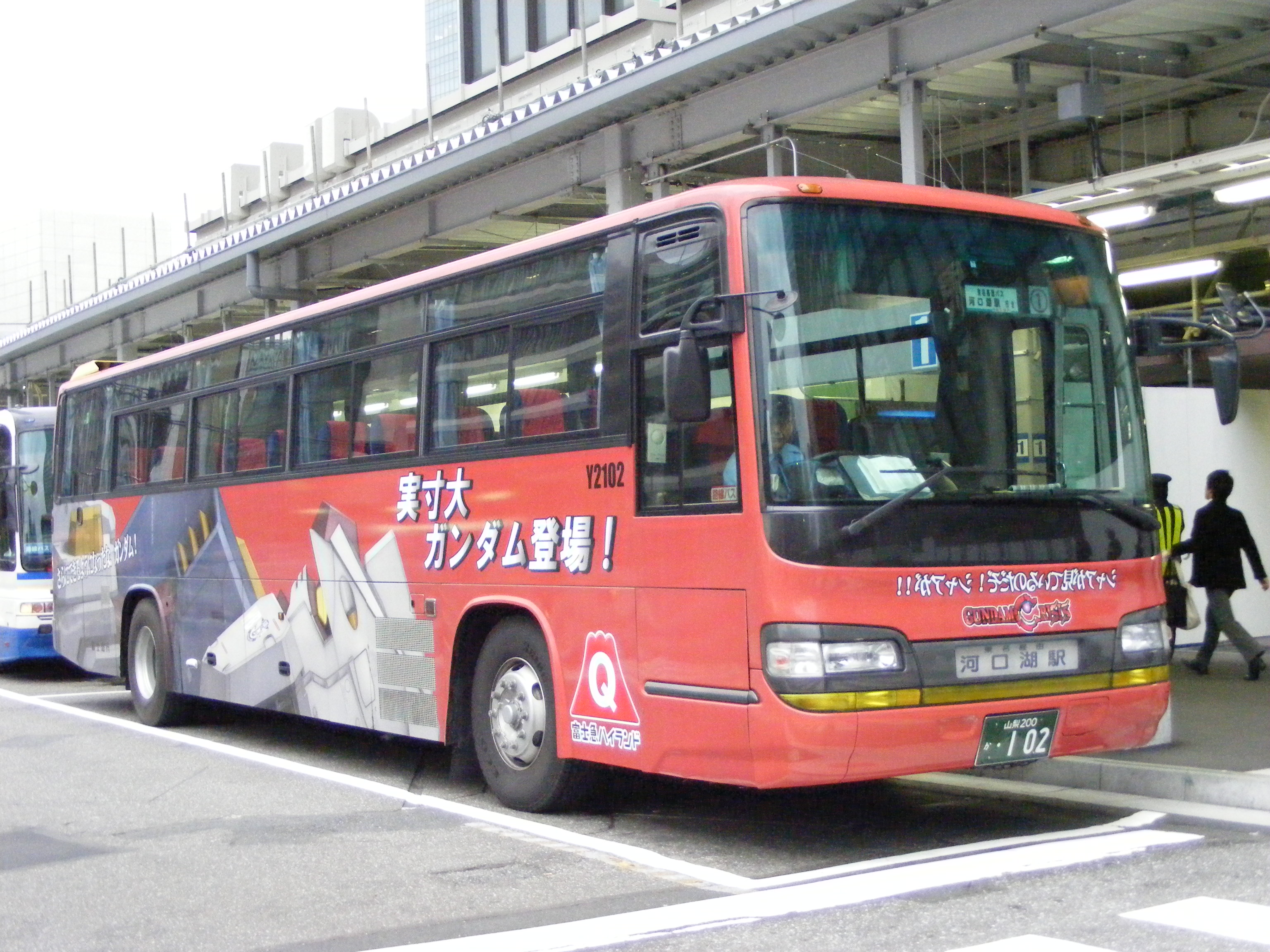
ガンダムクライシス（現在はラッピング解除）
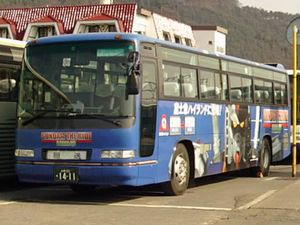
GUNDAM THE RIDE（現在はラッピング解除）
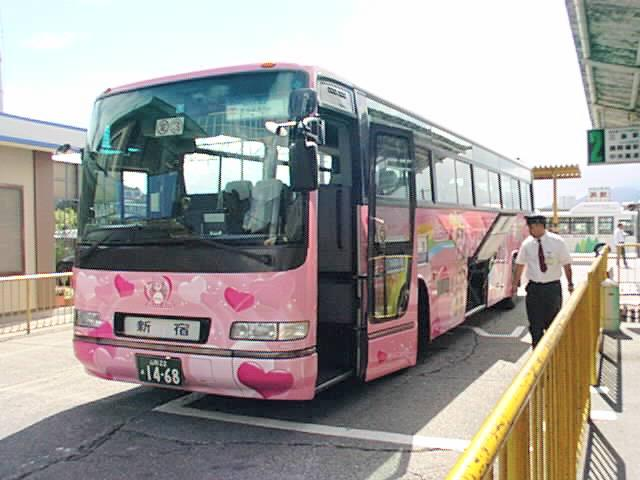
リカちゃんタウン（現在はラッピング解除）
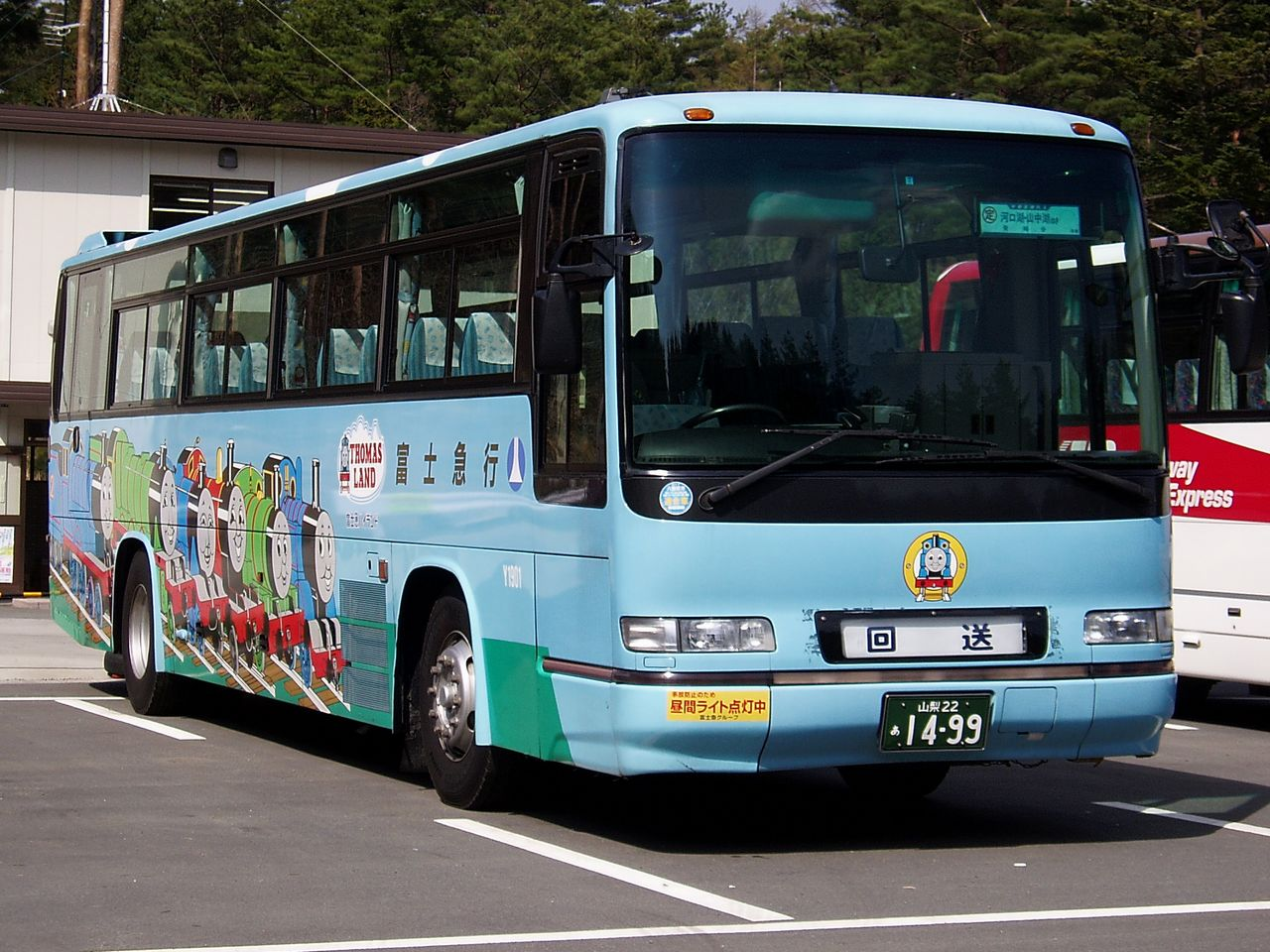
「トーマスランドエクスプレス」（初代）
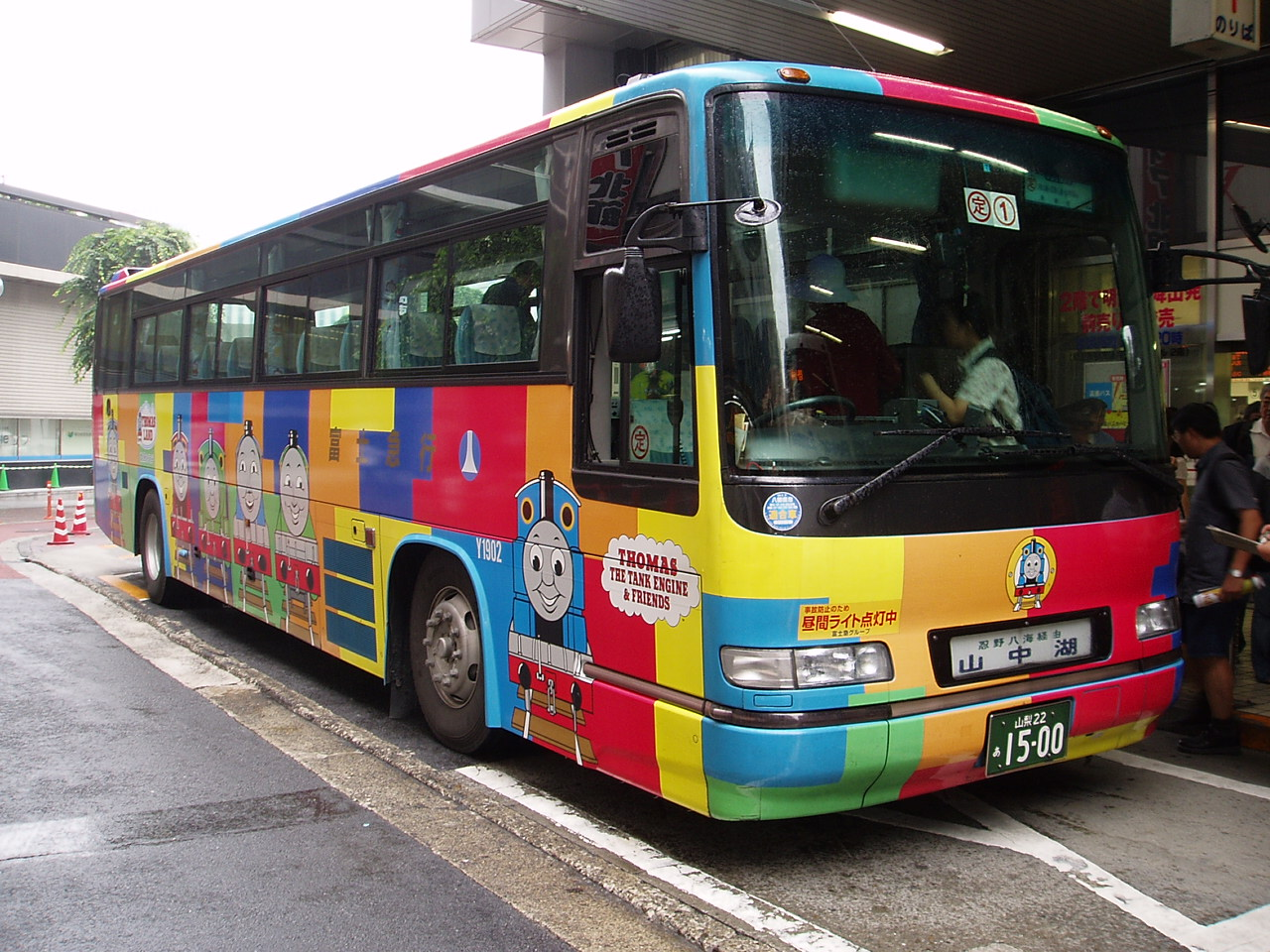
「トーマスランドエクスプレス」（初代）

## テレビ番組
- 日経スペシャル ガイアの夜明け 脱テーマパーク宣言 〜癒しか 最強絶叫マシンか〜（2002年9月22日、テレビ東京）[39]。

### ロケが行われた番組
- TBS
  - TBSテレビ
    - アイアンキング（1972年 - 1973年。第6話「戦士の子守歌」で、アイアンキングと弦太郎が不知火党ロボ・ブラックナイトとブロンズデーモンと戦い、更に弦太郎・五郎の同行者にして不知火党密偵・高村ゆき子が絶命した場所）
    - おもちゃ屋ケンちゃん（1973年 - 1974年。OPでケン・マコ兄妹が遊んだ場所）
    - キイハンター 第58話「消えた機関車」（1969年5月10日放送）
    - Gメン'75　第58話「樹海に消えた白骨死体」（1976年6月26日放送）ヘリコプター離陸シーン ※ノンクレジット・第279話「FBIから来た女刑事」（1980年10月4日放送）※ノンクレジット
    - タイヨウのうた（2006年7月 - 9月、第3話）
    - DOORS 2006（2006年9月24日、アドベンチャーゾーン）

  - TBSラジオ
    - コサキンDEワァオ!（1996年7月11日、2007年4月7日、14日。GOGO!遊園地ツアーin富士急ハイランド）
- フジテレビ
  - とんねるずのみなさんのおかげです（仮面ノリダー）
    - とんねるずのみなさんのおかげでした（モジモジくん）

  - 逃走中（2007年に2回、2010年に1回、2021年に1回、舞台となった）
- 日本テレビ
  - ロンQ!ハイランド
  - 中井正広のブラックバラエティ
  - 有吉の壁
- テレビ朝日
  - 仮面ライダーアマゾン（1974年 - 1975年。第7話「とける!とける!恐怖のヘビ獣人!?」で、山本大介/仮面ライダーアマゾンがゲドンと戦い、更に山本大介/仮面ライダーアマゾンによって、ヘビ獣人が倒された場所）
  - 志村&所の戦うお正月2011「ペーパードライバー対決」(2011年1月1日)
- テレビ東京
  - ハロー!モーニング。

### その他
- FM FUJI
- 引田天功 (初代)
- 引田天功 (2代目)
  - 双方とも、「脱出シリーズ」をここで行った。
- 1991年〜1993年まで富士急ハイランドCMに鴨沢祐仁創作のキャラクター「クシー君とレプス君」が起用された。なおクシー役は当時タレントの沢弥かなが演じた。
- ランティス（2009年9月26日・27日 ランティス祭り@富士急ハイランド・コニファーフォレストを開催）
- Ah Yeah!!（2014年7月23日リリース、スキマスイッチのシングル。ミュージック・ビデオが富士急ハイランドで撮影された）
- 艦隊これくしょん -艦これ-（2017年6月から7月30日まで瑞雲祭りを開催）
- 山梨県の観光地
- 欅坂46インタビュー特番スペシャル（2020年7月4日、メンバーの土生瑞穂がコニファーフォレストでインタビューを撮影）
- シーソーゲーム 〜勇敢な恋の歌〜（Mr.Childrenの楽曲。PV内でかつて存在したダブル・ループに搭乗するシーンがある[40]）
- 名探偵コナン 瞳の中の暗殺者（日本のアニメ映画。エンディングが富士急ハイランドで撮影された）
- チーム富士急 2010年に富士急ハイランド・カーリング部として発足した女子カーリングチーム。2022年から休部している[41]。

## 富士急ハイランドが運営する施設

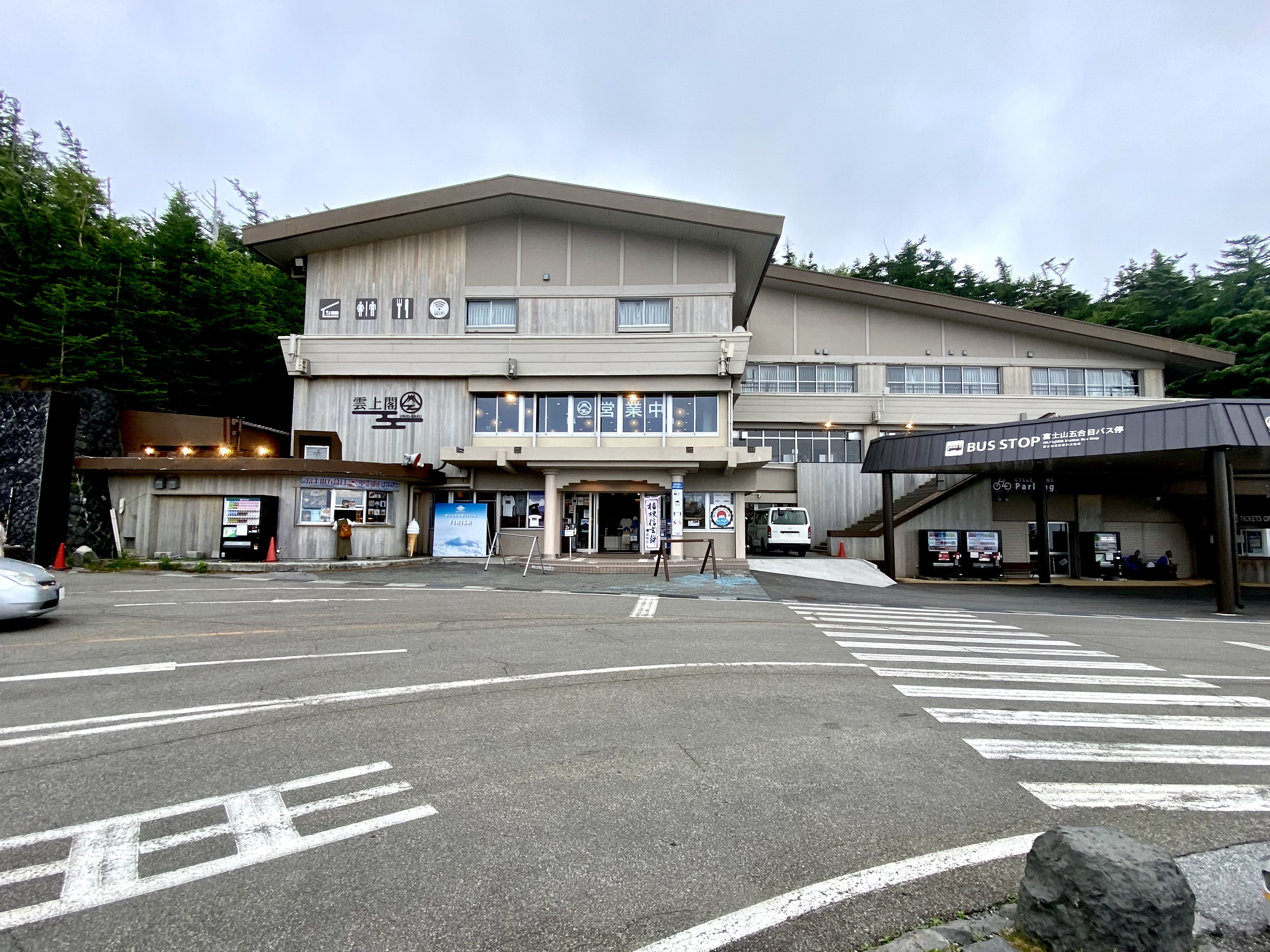
富士急雲上閣
富士スバルライン五合目に建設された登山者向けのレストハウス。1階は土産物屋、2階はレストラン、3階は宿泊施設となっており、富士山五合目バス停が併設されている。
- 1967年5月：開業。